# Supernatural

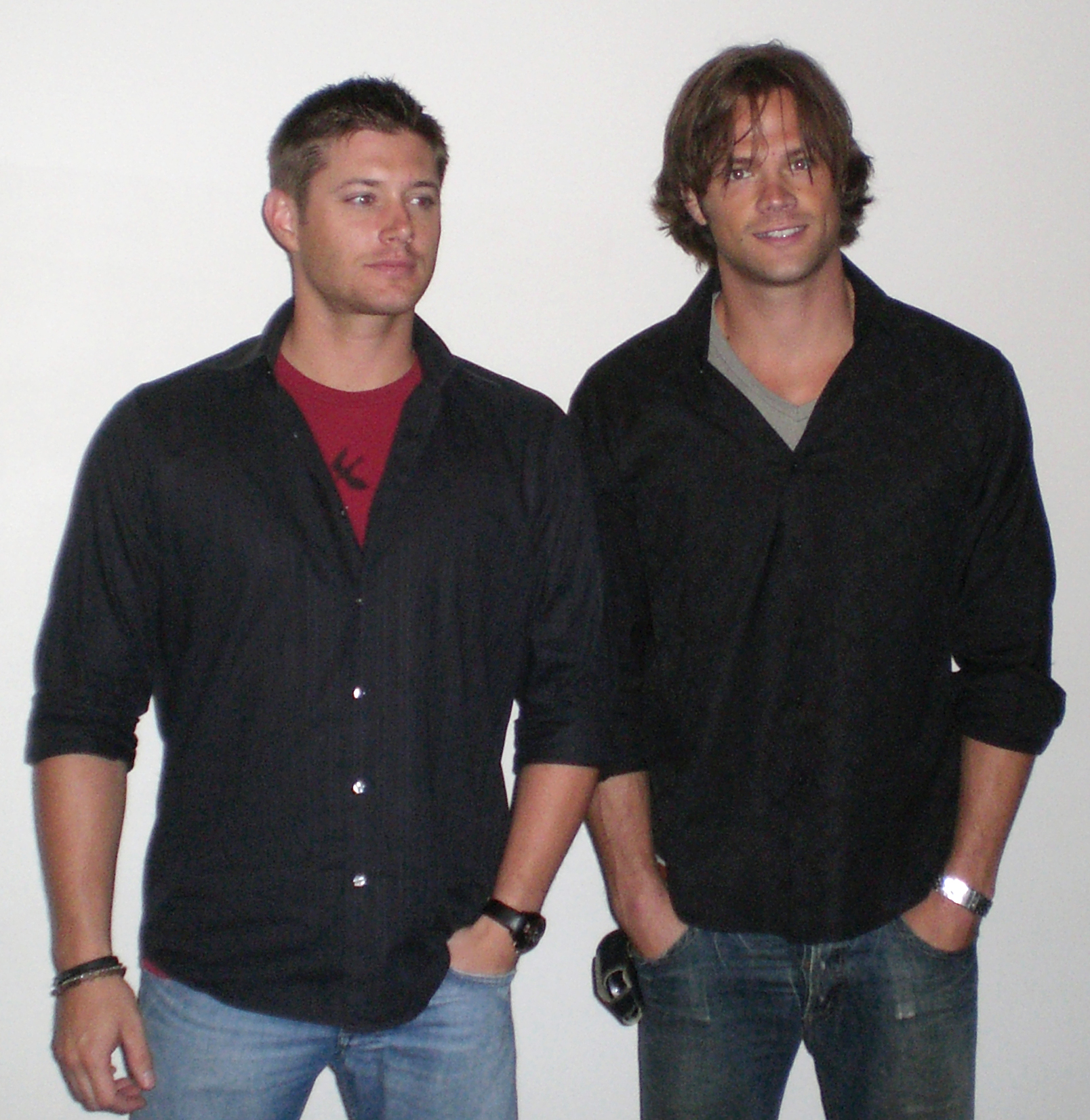
Die Hauptdarsteller Jensen Ackles und Jared Padalecki (2008)

Supernatural (englisch für ‚übernatürlich‘, Untertitel: Zur Hölle mit dem Bösen) ist eine US-amerikanische Mysteryserie, die in Vancouver, Kanada, gedreht wurde. Die Serie lief in den Vereinigten Staaten zwischen 2005 und 2006 auf dem Sender The WB und seit 2007, also seit der zweiten Staffel, auf dessen Nachfolgesender The CW.
Die Serie war ursprünglich auf fünf Staffeln ausgelegt, welche eine in sich abgeschlossene Handlung beinhalten. Am 22. März 2019 wurde durch die Hauptdarsteller Jensen Ackles, Jared Padalecki und Misha Collins das Ende der Serie nach 15 Staffeln bekannt gegeben. Im August 2019 erklärte Ackles bei einem Panel im Rahmen des Television Critics Assoc, dass er offen gegenüber Gesprächen über eine mögliche zukünftige Supernatural-Reunion sei. Es sei allerdings noch nichts in Planung.
Am 29. März 2018 sendete The CW im Rahmen der 13. Staffel die Folge „Scoobynatural“, ein Crossover von Scooby-Doo und Supernatural. Dieses wurde möglich, da beide Serien von Warner Bros. produziert werden.

## Handlung
Die Serie nutzt den aus Akte X bekannten Mix aus thematisch selbstständigen „Monster-of-the-Week“-Folgen und der Verfolgung eines roten Fadens. Die Handlung bezieht sich teilweise auf bekannte moderne Legenden und Mythen verschiedenster Religionen.
Im Mittelpunkt der Serie stehen die Brüder Dean und Sam Winchester, deren Mutter von einem Dämon getötet wurde, als beide noch sehr jung waren. Ihr Vater John Winchester erzieht die beiden zu Jägern gegen alles Übernatürliche, um Rache an dem Mörder seiner Frau nehmen zu können. Die Brüder reisen quer durch die Vereinigten Staaten, jagen die verschiedensten Kreaturen und retten zahlreiche Menschenleben. Dabei bleibt es jedoch nicht und sie erkennen ihren wahren Platz in der Welt und dass im Universum nicht nur Dämonen, Geister und Werwölfe, sondern auch weitaus mächtigere Dinge existieren.

### Erste Staffel

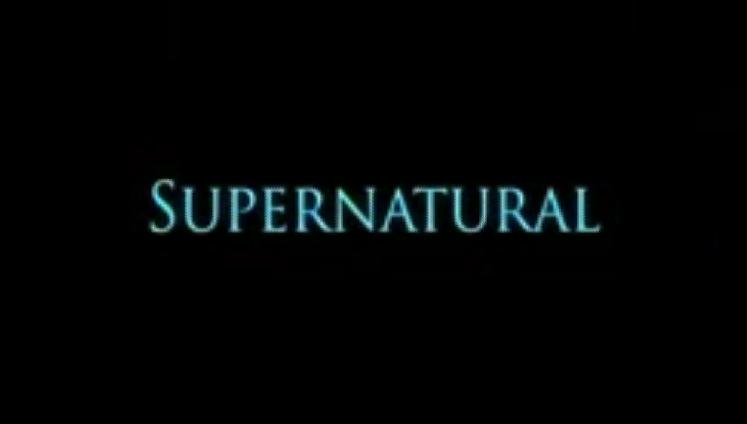
Zwischentitel der ersten Staffel

Sam hat seinem alten Leben als Jäger schon seit einer Weile abgeschworen und lebt nun zusammen mit seiner Freundin Jessica ein ruhiges Leben als Jurastudent. Als eines Tages Dean auftaucht und ihn bei der Suche nach ihrem Vater, der seit ein paar Wochen verschwunden ist, um Hilfe bittet, erklärt er sich bereit, ein weiteres Mal mit seinem Bruder loszuziehen. Bei Sams Rückkehr nach ein paar Tagen ergebnisloser Suche muss er mit ansehen, wie Jessica von demselben Dämon getötet wird, der schon seine Mutter, Mary Winchester, auf dem Gewissen hat. Von Rachsucht ergriffen, macht sich Sam mit seinem Bruder auf, ihren Vater aufzuspüren und mit ihm den gelbäugigen Dämon (Dämonen haben in der Serie normalerweise schwarze bzw. rote Augen), der Jessica und seine Mutter umgebracht hat, zu töten.
Da Dean Angst vor dem Fliegen hat, fährt er auch sehr lange Strecken in seinem Auto, einem 1967er Chevrolet Impala. Überall in den Vereinigten Staaten jagen und eliminieren sie immer wieder übernatürliche Erscheinungen wie Dämonen oder Geister. Bei dem Besiegen der bösen, übernatürlichen (engl. supernatural) Mächte hilft ihnen das Tagebuchs ihres Vaters, in dem dieser viele Informationen zu deren Vernichtung gesammelt hat. Im Laufe der ersten Staffel entdeckt Sam, dass er eine besondere Fähigkeit hat. Er kann den Tod von bestimmten Menschen vorhersehen, die auf mysteriöse Weise mit ihm verbunden zu sein scheinen.
Nachdem die Brüder endlich wieder mit ihrem Vater vereint sind, setzen die drei den Kampf gegen das Übernatürliche gemeinsam fort und spüren schließlich den gelbäugigen Dämon auf. Wie alle Dämonen kann auch er von fast allen Menschen Besitz ergreifen und ist so kaum zu erkennen. Er kann nur mit einem besonderen, von Samuel Colt gebauten Revolver getötet werden, den Sam und Dean zuvor in ihren Besitz bringen konnten.
Als sie die Chance haben, den gelbäugigen Dämon ein für alle Mal zu besiegen, bringt Sam es nicht übers Herz, ihn zu erschießen, da der Dämon von seinem Vater Besitz ergriffen hat und Sam diesen ebenfalls töten würde. Dem Dämon gelingt es zu entkommen, er lässt Dean und John schwer verletzt zurück.
Auf der Fahrt zum Krankenhaus wird ihr Auto von einem Laster erfasst, dessen Fahrer von einem Dämon besessen ist, und sie bleiben bewusstlos und schwer verletzt im Auto sitzen.
Die Namen der Charaktere Harry Spangler und Ed Zeddmore aus der Episode 1.17 (Hell House/Spukhaus und später auch in 3.13 Ghostfacers) sind eine Anspielung auf die zwei Charaktere Dr. Egon Spengler und Winston Zeddemore aus dem Film Ghostbusters – Die Geisterjäger von 1984.

### Zweite Staffel

Zwischentitel der zweiten Staffel

Nach dem schweren Autounfall zum Ende der ersten Staffel werden Sam, Dean und ihr Vater in ein Krankenhaus eingeliefert, wo die Ärzte jedoch kaum noch Hoffnung für Dean haben. Sein Vater schließt deshalb einen Handel mit dem gelbäugigen Dämon ab, den er aus Rache für seine getötete Frau lange gejagt hatte: Er tauscht den Colt und sein eigenes Leben gegen das Leben von Dean ein. Sam und Dean müssen daraufhin mit dem Tod ihres Vaters zurechtkommen und begeben sich wieder auf die Jagd nach dem Bösen, um das Werk ihres Vaters fortzusetzen.
Sam entdeckt kurz darauf, dass auch viele andere Menschen in seinem Alter übernatürliche Fähigkeiten haben, die mit dem gelbäugigen Dämon zusammenhängen. Dieser plant, mit Hilfe der Menschen mit mentalen Fähigkeiten eine Dämonenarmee aufzustellen. Einige Zeit später verschwindet Sam plötzlich und findet sich mit anderen Personen mit mentalen Fähigkeiten in einem verlassenen Dorf wieder.
Der gelbäugige Dämon Azazel spielt sie gegeneinander aus und bringt sie dazu, sich gegenseitig umzubringen, da er dem letzten Überlebenden eine wichtige Aufgabe übertragen will. Als nur noch Sam und Jake, ein amerikanischer Soldat, am Leben sind, taucht Dean auf. Er schafft es aber nicht mehr zu verhindern, dass Jake Sam ersticht und anschließend flieht. Dean kann den Tod seines Bruders nicht akzeptieren und schließt daraufhin einen Pakt mit einem Kreuzungsdämon, der Dean nur noch ein Jahr seines Lebens lässt und dafür Sam zurückholt. Jake ist inzwischen auf Anweisung des Dämons auf dem Weg zu einem Friedhof, der inmitten einer riesigen, von Samuel Colt gebauten Teufelsfalle liegt, und steckt dort den Colt, der zugleich ein Schlüssel ist, in ein Tor zur Unterwelt.
Jake wird von Sam und Dean gestellt und erschossen. Dabei erhalten sie Hilfe von Bobby und Ellen, zwei Jägern, die mit den Brüdern befreundet sind. Das Tor zur Hölle ist jedoch bereits offen und zahlreiche Dämonen strömen heraus. Neben den Dämonen schafft es aber auch die Seele John Winchesters zu entkommen, mit dessen Hilfe es Dean schließlich gelingt, den gelbäugigen Dämon mit Samuel Colts Waffe zu erschießen; das Tor zur Hölle wird wieder verschlossen. Zwar lebt der gelbäugige Dämon nun nicht mehr, seine Armee steht jedoch bereit. Sam verspricht Dean, ihn aus dem Dämonenpakt zu befreien.
In der Folge 2.07 Die üblichen Verdächtigen spielt Linda Blair, die durch den Film Der Exorzist bekannt wurde, eine Nebenrolle als Polizistin.
Während der Folge 2.18 Hollywood Babylon nehmen Sam und Dean an einer Tour durch die Filmstudios teil. Kurz bevor sie aussteigen hört man den Sprecher der Tour erwähnen, dass sie gleich am Set von Gilmore Girls vorbeifahren, und wenn sie Glück hätten, würden sie sogar einen Hauptdarsteller sehen. (Jared Padalecki spielte über eine längere Zeit in dieser Serie mit.)

### Dritte Staffel
Sams Streben gilt nunmehr einzig Dean von dem Dämonenpakt zu befreien. Unterstützt wird er dabei von der Dämonin Ruby, die behauptet, ihm dabei helfen zu können. Dean indes hat für sich beschlossen, sein letztes Jahr auf Erden nach allen Regeln der Kunst zu genießen. Es widerstrebt ihm gar, gegen seinen Pakt zu kämpfen, da der Dämon ihn gewarnt hatte, dass – so er den Pakt bricht – Sam wieder tot sein würde. Derweil hat die Armee der Hölle, die am Ende von Staffel 2 freikam, sich unter die Menschen gemischt. Die sieben Todsünden gar selbst wandeln frei und müssen bekämpft werden. Hierbei setzt die Serie nun mehr und mehr auf Witz, Charme und innere Konflikte. Gut und Böse vermischen sich mehr und mehr zu Grauzonen.
Die Staffel steuert auf ihren emotionalen Höhepunkt zu, als Dean in einem komatösen Traum seinem dämonischen Selbst gegenübersteht und sich eingesteht, dass er Angst vor dem hat, was auf ihn zukommt. Doch die Zeit drängt. Inzwischen hat Bela – eine äußerst „charmante“ britische Diebin – den Colt gestohlen. So bleibt den Brüdern nichts anderes übrig als die direkte Konfrontation mit Lilith, der Dämonin, die Deans Vertrag hält. Doch diese ist gerissener als alles, was die Brüder je zuvor bekämpfen mussten, und versteht es, ihr Spiel zu spielen. Als der Zeiger auf 12 Uhr Mitternacht springt, ist klar, dass alles vergebens war. Die Höllenhunde stürzen sich auf Dean und zerfetzen ihn direkt vor den Augen seines Bruders. Dann wendet Lilith sich Sam zu, doch ihr Versuch, ihn zu töten, scheitert und sie ergreift die Flucht.
In Episode 3.05 Gute-Nacht-Geschichten spielt Sandra McCoy, Jared Padaleckis Ex-Verlobte, eine Kreuzungsdämonin.
Der Streik der Drehbuchautoren der Writers Guild of America vom November 2007 bis Februar 2008 hatte auch Auswirkungen auf die dritte Staffel von Supernatural: Die Ausstrahlungsreihenfolge für die Episoden 3.11 und 3.12 wurde getauscht. Die Episode Jus in Bello / Kriegsrecht war ursprünglich als 11. Episode der 3. Staffel vorgesehen, wurde aber als 12. Episode gesendet. Die Macher der Serie waren der Meinung, dass sich diese Episode besser als vorläufiges Staffelfinale eignen würde, da zum Ausstrahlungszeitpunkt nicht klar war, ob es überhaupt weitere Episoden in der 3. Staffel geben würde.
Nach Beendung des Autorenstreiks musste die 3. Staffel um 6 Episoden gekürzt werden und erhielt so eine Staffellänge von 16 anstatt der üblichen 22 Episoden.

### Vierte Staffel

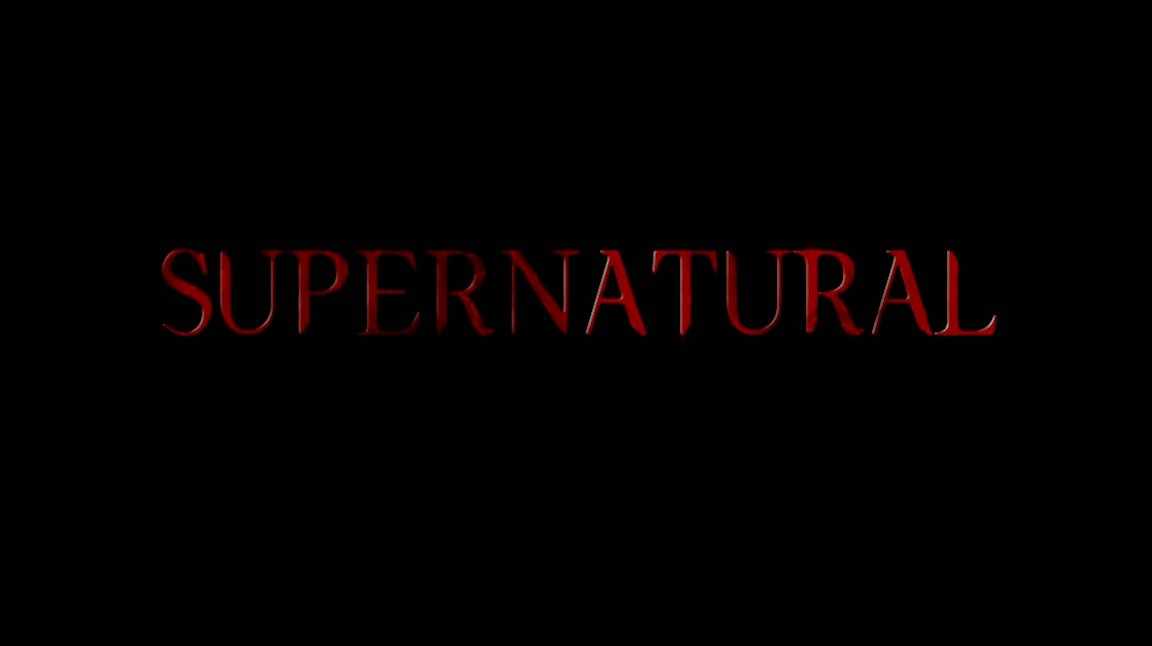
Zwischentitel der vierten Staffel

Vier Monate später erwacht Dean in seinem eigenen Grab. Sein Körper ist unversehrt, lediglich ein Handabdruck, der wie ein Brandmal aussieht, ziert seine Schulter. Castiel, ein Engel Gottes, befreite Dean aus der Hölle. Er verlangt von Dean, mithilfe von Sam Lilith aufzuhalten, welche versucht, die 66 Siegel zu brechen. Damit soll die Apokalypse ausgelöst werden, um Luzifer, besser bekannt als der Teufel, aus seinem Käfig in der Hölle zu befreien.
Dean erzählt Sam, dass er in der Hölle, nachdem er lange gefoltert wurde, das Angebot des Dämonen Alastair annahm und selber Seelen folterte. Damit brach Dean das erste der 66 Siegel, da, wenn ein rechtschaffener Mann in der Hölle Blut vergießt, der Legende zufolge das erste Siegel bricht, was es den Dämonen ermöglicht, weitere zu brechen, um Luzifer zu befreien. Lilith bricht immer mehr Siegel und die Winchester-Brüder und die Engel können nur vereinzelt einige vor dem Bruch retten. Uriel, einer der Engel (ursprünglich ist Uriel ein Erzengel), entpuppt sich als Verräter, der Luzifer aus der Hölle befreien möchte und daher Engel aus seiner Besatzung tötet. Es kommt zum Kampf zwischen ihm und Castiel, in dem Uriel schließlich getötet wird.
Auf der Suche nach weiteren Spuren von Lilith entdecken Dean und Sam eine Buchserie namens „Supernatural“, welche ihr Leben als Jäger erzählt. Sie können den Autor Chuck ausfindig machen, welcher sich später als ein Prophet Gottes entpuppt, der von den Erzengeln beschützt wird. Er prophezeit, dass Lilith einen ganz besonderen Plan mit Sam hat. Sie bietet ihm an, ihre Pläne aufzugeben und keine weiteren Siegel zu brechen, wenn Dean und Sam ihr Leben dafür opfern. Sam ist bereit, dieses Risiko einzugehen, wird aber aufgehalten, da Dean mit Chuck einschreitet. Ein Erzengel erscheint zum Schutz des Propheten, da Chuck von Lilith bedroht wird.
Im weiteren Verlauf der Serie werden die Brüder von einem Jungen namens Adam Milligan angerufen, der behauptet, John Winchesters Sohn zu sein. Dean und Sam finden heraus, dass der echte Adam und seine Mutter von Ghulen getötet wurden, und diese ihre Gestalt und ihre Gedanken übernommen haben. Es gelingt ihnen jedoch, die beiden zu töten. Dean besteht darauf, dass der tote Adam wie ein Jäger verbrannt wird, da er schließlich wirklich ihr Bruder war.
Dean entdeckt, dass Sam auf Rubys Drängen Dämonenblut getrunken hat, um seine Fähigkeiten zu stärken. Daher sperren Bobby und Dean Sam in eine dämonensichere Zelle in Bobbys Haus. Dort hat Sam mit dem Entzug des Dämonenblutes zu kämpfen, wodurch er Halluzinationen bekommt. Bobby bekommt Zweifel, ob Sam den Entzug überleben wird, Dean jedoch will ihn lieber menschlich sterben sehen, als ihn zu dem werden zu lassen, was er sein Leben lang gejagt hat. Um Sam von der Last, Lilith töten zu müssen, zu befreien, unterstellt sich Dean den Engeln. Allerdings wird Sam wenig später von Castiel freigelassen und flieht. Sam trifft sich wieder mit Ruby und trinkt Blut, um sich zu stärken. Als wenig später Dean auftaucht und Ruby zu töten versucht, kommt es zum Kampf zwischen den Brüdern und Sam schlägt Dean nieder.
Dean befindet sich daraufhin in dem so genannten „Green Room“, in dem er von Engeln festgehalten wird, um Sam nicht davon abzuhalten, Lilith zu töten, und damit das letzte Siegel zu brechen. Als er sich schließlich befreit hat und Sam stoppen will, wird er von Ruby aufgehalten. Ihm gelingt es zwar, sie zu töten, aber es ist bereits zu spät. Lilith ist tot, und ein weißer Lichtstrahl der vom Boden hoch strahlt, deutet die Auferstehung Luzifers an.
Die Episode 4.05 Monsterfilm ist in Anlehnung an alte Filme, die in dieser Episode erwähnt werden, komplett in schwarz-weiß gedreht. Außerdem kommt in der Folge ein traditionelles bayerisches Oktoberfest vor.
Im Abspann der Folge 4.15 Der Tod macht Urlaub befinden sich zwei Fotos des kurz zuvor verstorbenen Produzenten und Regisseurs Kim Manners.

### Fünfte Staffel
Sam und Dean müssen mit ansehen, wie Luzifer aus der Hölle entkommt, werden jedoch durch Gottes Einwirken gerettet.
Die beiden Brüder erfahren, dass das Schwert des Erzengels Michael stark genug ist, um den Teufel zu besiegen. Auf der Suche nach dieser Waffe treffen sie auf den Engel Zachariah, der ihnen erzählt, dass Dean das „Schwert“ sei. Dazu müsse Dean Michael nur die Erlaubnis erteilen, Besitz von ihm zu ergreifen. Dean will das aber nicht, da ein Kampf zwischen Luzifer und Michael die halbe Welt zerstören würde.
Sam und Dean treffen auf einen der vier apokalyptischen Reiter, „Krieg“. Die Brüder besiegen ihn, indem sie ihm den Finger mit dem Ring, der ihm seine Macht verleiht, abtrennen. Etwas später erfahren sie, dass Sam Luzifers wahre Hülle ist und dass es ihr Schicksal ist, als die irdischen Spiegelbilder von Luzifer und Michael diese von ihren Körpern Besitz ergreifen zu lassen, damit sie den Krieg Himmel gegen Hölle auf der Erde zu Ende führen können.
Während Sam und Dean immer wieder von den Engeln dazu gedrängt werden, endlich einzuwilligen, verfolgen sie ihre eigenen Pläne, Luzifer zu stoppen. Mit Chucks Hilfe spüren sie den Colt, der Dämonen töten kann, auf und versuchen, Luzifer damit zu töten. Dieser Plan scheitert allerdings, da ihm der Colt nichts anhaben kann. Mit Castiels Hilfe gelingt es den Brüdern aber, vor ihm zu fliehen.
Einige Zeit später treffen Sam und Dean auf einen weiteren apokalyptischen Reiter, „Hunger“, und besiegen ihn.
Die Brüder überzeugen den Erzengel Gabriel, ihnen zu helfen, Luzifer zu töten und damit die Apokalypse abzuwenden. Als es dem überlegenen Luzifer gelingt, Gabriel zu töten, erkennen Sam und Dean, dass sie Luzifer nicht töten können. Sie können ihn allerdings wieder in seinem Käfig einschließen. Dazu benötigen sie aber die vier Ringe der apokalyptischen Reiter. Da sie bereits die Ringe von „Krieg“ und „Hunger“ haben, brauchen sie noch die von „Pest“ und „Tod“.
Ihnen gelingt es, den Reiter „Pest“ zu besiegen und seinen Plan, die ganze Welt mit dem dämonischen Croatoan-Virus zu infizieren, zu vereiteln. Unterdessen verpfändet Bobby seine Seele bei dem Dämonen Crowley, um den Aufenthaltsort des Reiters „Tod“ herauszufinden. Dieser gibt seinen Ring freiwillig her, da er nicht unter Luzifers Kontrolle stehen will.
Schließlich treffen Sam und Dean in Detroit auf Luzifer. Obwohl dieser von den vier Ringen und deren Funktion weiß, gibt Sam ihm sein „Ja“. Er schafft es nicht, Luzifer unter Kontrolle zu bringen und in den Käfig zu werfen, sodass Luzifer Sams Körper kontrolliert. Dean erfährt von Chuck den Ort des bevorstehenden Kampfes zwischen Luzifer und Michael, der nun seinen von den Toten erweckten Halbbruder Adam als Hülle nutzt.
Michael wird von Castiel mit geheiligtem Feuer angegriffen, woraufhin Luzifer Castiel und Bobby umbringt und beginnt, Dean zusammenzuschlagen. Als Sam allerdings den Impala sieht, erinnert er sich an gemeinsame Momente mit Dean und gewinnt die Kontrolle über seinen Körper zurück. Er schafft es, mit Hilfe der vier Ringe den Käfig erneut zu öffnen, und stürzt zusammen mit Michael, der versucht, ihn aufzuhalten, hinein.
Castiel erscheint in einer gestärkten Engelsgestalt, anscheinend von Gott wiedererweckt. Er erweckt wiederum Bobby, heilt Dean und kehrt in den Himmel zurück. Dean kehrt, wie er es zuvor Sam versprach, zu seiner Exfreundin Lisa und ihrem Sohn Ben zurück.
Die Schlussszene zeigt, wie Sam vor Lisas Haus steht und Deans „neue Familie“ durch das Fenster beobachtet.
In Episode 5.05 jagen Sam und Dean einen Gott, der sich in berühmte Persönlichkeiten verwandeln kann, aber seine Fans tötet. Nachdem dieser in Gestalt von Paris Hilton die beiden Brüder gefangen nehmen konnte, erläutert Dean, dass der Gott ihn nicht töten könne, da er kein Fan von ihr sei, er habe nicht mal House of Wax gesehen, woraufhin Sam etwas überrascht zu Dean hinübersieht. Ironischerweise wurde Sam-Darsteller Jared Padalecki ebenfalls für diesen Film besetzt.

### Sechste Staffel

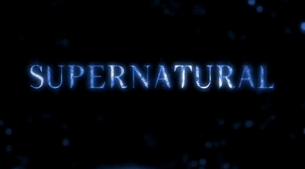
Zwischentitel der sechsten Staffel

Anmerkung: Auch wenn Serienschöpfer Eric Kripke die Serie ursprünglich auf fünf Staffeln auslegte, veranlassten die ansteigenden Einschaltquoten in der vierten und fünften Staffel eine Fortsetzung von Supernatural. Kripke legt von nun an, nach eigener Aussage, nur noch als Co-Produzent Hand an.
Dean lebt nun bereits ein Jahr mit Lisa und Ben ein ruhiges, normales Leben, als überraschend Sam wieder auftaucht. Dieser gesteht Dean, dass er bereits seit fast einem Jahr wieder zurück ist, es aber vorgezogen hatte, Dean darüber im Unklaren zu lassen, da er sein ruhiges Leben sonst womöglich wieder aufgegeben hätte. Sam, der sich an seine Zeit in der Hölle nicht erinnern kann, jagt weiterhin Monster, unterstützt von einer Gruppe Jäger, die mit seiner und Deans Mutter verwandt waren. Zu Deans Überraschung gehört dieser Gruppe auch Samuel Campbell, ihr bereits verstorbener Großvater, an. Es ist zunächst unklar, wie und warum Sam und Samuel wiedererweckt wurden.
Obwohl Dean versucht, sein Leben mit Lisa aufrechtzuerhalten, wird er von Sam wieder in sein altes Leben zurückgezogen, und die beiden fahren bald wieder gemeinsam durchs Land und bekämpfen Monster, wobei Dean bemerkt, dass Sam sich verändert hat und gefühlskälter geworden ist. Die Brüder finden heraus, dass der Dämon Crowley inzwischen zum König der Hölle aufgestiegen ist und Samuel dazu zwingt, für ihn Alphas, die Anführer und Väter der jeweiligen Monsterarten, zu fangen, da er sich erhofft, von ihnen zu erfahren, wo das Fegefeuer zu finden ist.
Auch im Himmel hat sich einiges geändert: Da der Erzengel Raphael die Apokalypse wieder starten will und Castiel dies zu verhindern sucht, findet im Himmel ein Bürgerkrieg statt.
Sams herzloses und kaltes Verhalten fällt immer mehr auf, bis Dean schließlich Castiel um Rat bittet. Dieser stellt fest, dass Sam keine Seele besitzt, da sich diese noch in der Hölle befindet. Mit Hilfe des apokalyptischen Reiters Tod gelingt es ihnen allerdings, diese zurückzuholen. Der Tod errichtet in Sam eine Schutzmauer, die ihn vor den Erinnerungen an die Hölle schützen soll, warnt ihn aber, dass diese nicht unzerstörbar sei.
Eve, der Mutter aller Monster, gelingt es, aus dem Fegefeuer zu entkommen, und sie erschafft neue Arten von Monstern, um Crowley davon abzuhalten, ihre Schöpfungen zu foltern. Sam und Dean töten sie, erfahren aber zuvor von ihr, dass Castiel mit Crowley gemeinsame Sache macht, da in den Seelen im Fegefeuer genug Macht steckt, um den Bürgerkrieg im Himmel zu gewinnen. Zu diesem Zweck hat er auch Sam und Samuel wiedererweckt. Die Brüder versuchen, ihn von diesem Plan abzuhalten und wollen Crowley stoppen. Dieser entführt daraufhin Ben und Lisa, um sie als Druckmittel einzusetzen. Nachdem die Brüder die beiden befreit haben, lässt Dean sich von Castiel aus Lisas und Bens Gedächtnis löschen, da er sich von nun an von den beiden fernhalten will, um sie zu schützen.
Da Castiel weiterhin nicht von seinem Plan ablassen will, das Fegefeuer zu öffnen, sehen sich die Brüder dazu gezwungen, ihn zu töten. Um dies zu verhindern, zerbricht er die Mauer in Sams Kopf, die ihn vor den Erinnerungen der Hölle schützen sollte.
Als Crowley und Castiel alle Zutaten, die sie benötigen, um das Fegefeuer zu öffnen, beisammenhaben, hintergeht Castiel Crowley. Er will ihm keine einzige Seele überlassen. Crowley holt sich daraufhin Unterstützung vom Erzengel Raphael, aber es ist schon zu spät: Castiel hat sich die Seelen des Fegefeuers bereits einverleibt. Er tötet Raphael mit einem Fingerschnipsen, und der unterlegene Crowley flieht. Dean versucht nun, Castiel dazu zu bewegen, die Seelen wieder zurückzubringen, da er sein Ziel, Raphael zu töten, ja erreicht hat, aber Castiel, überwältigt von seiner neu erlangten Macht, weigert sich. Unterdessen ist es Sam gelungen, die plagenden Erinnerungen an die Hölle etwas unter Kontrolle zu bringen. Er ist Dean gefolgt, schleicht sich von hinten an Castiel heran und sticht ihm mit einer Engelsklinge (eine der wenigen Waffen, die Engel töten können) in den Rücken. Die Waffe kann Castiel aber nichts mehr anhaben, und er erklärt sich vor den schockierten Sam und Dean zum neuen Gott.

### Siebte Staffel

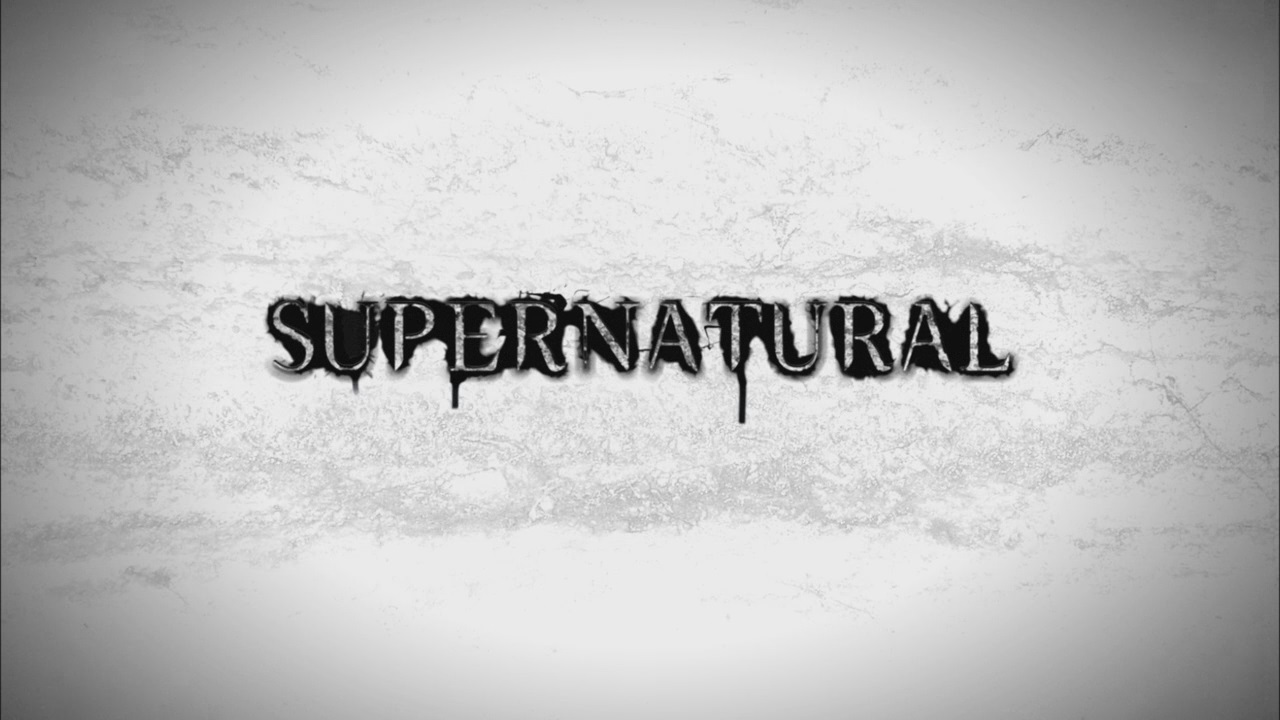
Zwischentitel der siebten Staffel

Castiel, der sich zum neuen Gott erklärt hat, zieht durchs Land, vollbringt Wunder und tötet Prediger und Glaubensvertreter, die Lügen über Gott (aus seiner Sicht also über ihn) verbreiten. Castiels menschliche Hülle hält jedoch dem enormen Druck der Seelen nicht auf Dauer stand, da er nicht nur sie aus dem Fegefeuer geholt hat, sondern gleichzeitig auch sehr mächtige Kreaturen namens Leviathane. Diesen gelingt es immer öfter, von seinem Körper Besitz zu ergreifen und dabei jeweils viele Unschuldige zu töten, bis Castiel schließlich seine Verfehlungen einsieht und mit Deans und Bobbys Hilfe die Seelen wieder ins Fegefeuer zurückschickt. Den Leviathanen ist es allerdings gelungen, in Castiels Körper zu verbleiben.
Unterdessen leidet Sam an seinen Erinnerungen an die Hölle und hat Halluzinationen vom Teufel, welche ihn an seinem Verstand zweifeln lassen.
Den Leviathanen gelingt es, aus Castiels Körper zu entkommen, und sie töten ihn scheinbar, als sein Körper in einem See untergeht. Anschließend nehmen sie Besitz von verschiedenen Menschen in der Umgebung. In dieser Form sind sie kaum zu stoppen, da sie um einiges intelligenter, stärker und widerstandsfähiger sind als die Monster, mit denen Sam und Dean normalerweise zu tun haben. Bobby gelingt es jedoch zufällig, über eine Freundin herauszufinden, dass Leviathane von Borax, einer Chemikalie, die in Putzmittel zu finden ist, verätzt werden und dass sie durch Enthaupten zwar nicht endgültig sterben, aber effektiv aufgehalten werden können.
Bei einer Konfrontation mit dem Anführer der Leviathane, der von dem einflussreichen Geschäftsmann Dick Roman Besitz ergriffen hat, wird Bobby von diesem getötet.
Sams Halluzinationen entwickeln sich inzwischen zu einem ernsthaften Problem, da sie ihn am Schlafen hindern. Das geht so weit, dass er schließlich in eine Psychiatrie eingeliefert werden muss. Auf der Suche nach einem Wunderheiler, der Sam helfen könnte, trifft Dean zu seiner Überraschung auf den totgeglaubten Castiel, der an Amnesie leidet und nicht einmal mehr weiß, dass er ein Engel ist. Mit Deans Hilfe bekommt er seine Erinnerungen jedoch schnell wieder zurück und macht sich große Vorwürfe wegen seiner Taten. Da er ein schlechtes Gewissen hat, weil er an Sams Halluzinationen schuld ist, nimmt er Sams Erinnerung an die Hölle und die damit verbundenen Konsequenzen auf sich, wodurch Sam geheilt wird.
Die Brüder stellen fest, dass Bobby nach seinem Tod nicht weitergezogen und daher ein Geist geworden ist. Eine Weile unterstützt er sie im Kampf gegen Dick Roman und die anderen Leviathane, aber als er sich immer weiter in einen rachsüchtigen Geist verwandelt, verbrennen die Brüder seine letzten Überreste und zwingen ihn so, ins Jenseits überzutreten.
Sam und Dean gelangen in den Besitz einer Steintafel, die eine Art von Gott gefertigter „Gebrauchsanleitung“ darstellt, wie man die Leviathane endgültig töten kann. Diese kann jedoch nur von dem Propheten Kevin Tran entschlüsselt werden. Den Leviathanen gelingt es zwar, Kevin gefangen zu nehmen; er schafft es aber vorher, den Winchesters die Übersetzung der Steintafel zukommen zu lassen. Nachdem sie es mit Crowleys und Castiels Hilfe geschafft haben, alle Gegenstände, die sie zum Töten der Leviathane benötigen, in ihren Besitz zu bringen, machen sie sich auf, Dick endgültig zu besiegen.
Während Sam Kevin befreit, schaffen es Dean und Castiel tatsächlich, Dick trotz mehrerer Kopien seines Körpers zu töten und seinen Plan, alle Menschen in wehrlose Zombies zu verwandeln, um sie leichter essen zu können, zu vereiteln. Dabei explodiert Dick – und Dean und Castiel verschwinden in der daraus resultierenden Druckwelle. Crowley taucht auf und entführt Kevin vor den Augen des schockierten Sam, der das Verschwinden seines Bruders aus sicherer Entfernung mitansehen musste.
Dean wacht in einer Art Wald auf und schaut sich verwirrt um, bis Castiel ihm mitteilt, dass die beiden im Fegefeuer gefangen sind und wahrscheinlich nicht mehr lebend herauskommen werden. Kurz darauf verschwindet Castiel und lässt Dean alleine und offenbar von Monstern umzingelt zurück.

### Achte Staffel
Ein Jahr nachdem Sam und Dean Dick Roman besiegt haben, gelingt es Dean zusammen mit dem Vampir Benny, den er im Fegefeuer kennengelernt hat, aus ebendiesem zu entkommen. Er muss dabei aber Castiel zurücklassen. Nachdem er Sam aufgespürt hat, erfahren die beiden, dass es dem Propheten Kevin gelungen ist, aus Crowleys Fängen zu entkommen. Kevin verkündet ihnen, dass er von der Existenz eines Zauberspruches weiß, mit dem man die Tore zur Hölle für immer schließen kann. Er befindet sich auf einer Steintafel, die das Wort Gottes zum Thema „Dämonen“ beinhaltet und die Crowley von ihm übersetzt haben wollte.
Dean versucht – zu Sams Missfallen – den Kontakt mit Benny aufrechtzuerhalten, da die beiden im Fegefeuer eng befreundet waren. Als Benny in Notwehr einen Jäger tötet, beschließt Dean, den Kontakt zu ihm aufzugeben. Castiel wird von dem hochrangigen Engel Naomi aus dem Fegefeuer befreit, muss aber nun ihre Befehle befolgen und ihr über die Aktivitäten der Winchesters berichten.
Während die Brüder darauf warten, dass Kevin die Steintafel übersetzt, und dabei kleinere Jobs erledigen, taucht plötzlich durch Magie ihr Großvater Henry Winchester in ihrem Motelzimmer auf. Dieser ist auf der Flucht vor einem Dämon aus dem Jahr 1958 zu ihnen gereist. Die Brüder erfahren, dass Henry das letzte überlebende Mitglied der „Männer der Schriften“ ist, einer Geheimorganisation, die das Wissen über übernatürliche Wesen sammelt, um diese durch die Elite der Jäger bekämpfen zu lassen. Als sie Abaddon – den Dämon, der den Geheimbund ausgelöscht hat und Henry in die Zukunft gefolgt ist – besiegen, wird Henry tödlich verwundet. Bevor er stirbt, kann er den Brüdern aber noch den Schlüssel zum Hauptquartier der Männer der Schriften überreichen. Die Brüder ziehen dort ein, um Zugang zum gesammelten Wissen der Männer der Schriften in Form von Filmen, Audiobändern und Unmengen von Akten und Büchern zu bekommen.
Nach einigen Monaten gelingt es Kevin schließlich, den Zauberspruch, mit dem man die Hölle schließen kann, zu übersetzen. Er funktioniert jedoch nur, wenn die Person, die ihn ausspricht, zuvor mehrere Aufgaben erfüllt: Einen Höllenhund töten, eine unschuldige Seele aus der Hölle befreien und einen Dämon „heilen“. Sam gelingt es, die erste Aufgabe zu erfüllen, wodurch er auch die anderen beiden bestehen muss, um die Hölle für immer schließen zu können.
Für die zweite Aufgabe wird Sam von einem Sensenmann in die Hölle geführt, wo er Bobby aus seinem Verlies befreit und mit ihm zusammen flieht. Da Bobby seinen Aufenthalt in der Hölle nur Crowleys Einfluss zu verdanken hat, war er unschuldig in der Hölle und erfüllt somit die Anforderung. Da Sam und Bobby auf dem Rückweg im Fegefeuer hängen bleiben, bittet Dean Benny um Hilfe. Benny wird von Dean enthauptet, wodurch er ins Fegefeuer gelangt und Sam und Bobby zu dem Ausgang führen kann, den auch Dean und er benutzt hatten. Obwohl Sam ihm anbietet, ihn mitzunehmen, bleibt Benny im Fegefeuer zurück. An der Oberwelt, nach einer kleinen Auseinandersetzung zwischen Naomi und Crowley, lässt Naomi Bobby schließlich frei, und dieser steigt in den Himmel auf.
Die Brüder spüren Metatron auf – den Engel, der die Tafeln auf Gottes Anweisungen hin geschrieben hat und der sich seit Jahrtausenden vor den Erzengeln versteckt hält, da diese ihn um sein Wissen beneiden. Als er erfährt, dass die Erzengel alle tot oder eingekerkert sind, überredet er Castiel, Aufgaben zu erfüllen, mit denen angeblich der Himmel vorübergehend geschlossen werden kann, um den dort herrschenden Bürgerkrieg zu beenden.
Während Sam und Dean Crowley gefangen nehmen und ein langwieriges Ritual vollführen, das ihn in einen Menschen zurückverwandeln soll, um so die letzte Aufgabe zu vollenden, warnt Naomi Castiel, dass Metatron ihn belogen hat, und die Aufgaben, die er vollbracht hat, gar nicht den Himmel schließen. Daraufhin tötet Metatron Naomi und reißt Castiel seine Gnade heraus (wodurch er in einen Menschen verwandelt wird), um sein eigentliches Ziel zu erreichen: Mit einem Ritual alle Engel aus dem Himmel verbannen, um sich an ihnen zu rächen. Als Dean herausfindet, dass Sam sterben würde, schlösse er die Tore der Hölle, unterbricht er ihn bei der Vollendung des Rituals. Während Sam daraufhin unter Schmerzen zusammenbricht, muss Dean mit ansehen, wie eine sehr große Anzahl Engel vom Himmel fallen.
Zu Beginn der Staffel sieht man in Rückblicken Deans Zeit im Fegefeuer und Sams kurzzeitige Beziehung mit der Tierärztin Amelia.

### Neunte Staffel
Nachdem das Ritual abgebrochen wurde, ist Sam schwer angeschlagen und liegt im Sterben. Dean versucht vergebens, Castiel herbeizurufen, und betet in seiner Verzweiflung schließlich pauschal zu allen Engeln. Es taucht prompt ein Engel auf, der sich als Ezekiel vorstellt, und anbietet, Sam zu heilen. Da er Sam aber angeblich nur vom Inneren seines Körpers aus heilen kann, hilft Dean ihm, von Sam Besitz zu ergreifen, ohne dass Sam etwas davon mitbekommt. Unterdessen müssen die anderen Engel sich damit abfinden, dass sie durch Metatrons Zauber gefallen sind und nicht mehr in den Himmel zurückkehren können. Unter ihnen bricht ein Bürgerkrieg zwischen zwei Fraktionen aus, die von den Engeln Bartholomew und Malachi angeführt werden.
Sam, Dean und Kevin versuchen herauszufinden, wie man Metatrons Zauber umkehren könnte, erfahren aber schließlich von Crowley – den sie immer noch gefangen halten –, dass man den Zauber nicht rückgängig machen kann. In Crowleys Abwesenheit versucht die Dämonin Abaddon, die Herrschaft über die Hölle an sich zu reißen und wirbt Gefolgsleute an. Castiel hat währenddessen Probleme, sich an das Leben als Mensch zu gewöhnen und wird zudem von den Engeln gesucht, die ihm die Schuld an ihrem Fall geben und sich rächen wollen. Schließlich wird er von Malachi gefangen genommen. Ihm gelingt jedoch die Flucht, und er stiehlt dabei die Gnade von einem von Malachis Engeln, wodurch er selbst wieder zu einem Engel wird.
Metatron nimmt Kontakt mit dem Engel auf, der von Sams Körper Besitz ergriffen hat. Es stellt sich heraus, dass er in Wahrheit Gadreel ist, der Engel, der durch seine Unachtsamkeit die Schlange zu Adam und Eva ins Paradies gelassen hat. Für seine Tat war er bis zum Fall der Engel im Himmel eingekerkert. Metatron bietet Gadreel an, mit ihm zusammen einen neuen Himmel zu gründen, den sie gemeinsam beherrschen würden, wenn er ihm zuvor seine Loyalität unter Beweis stellt. Gadreel übernimmt vollständig die Kontrolle über Sams Körper und tötet auf Metatrons Befehl hin Kevin. Anschließend stiehlt er die Engelstafel, die er Metatron überreicht, der zuvor dafür gesorgt hat, dass nach Kevins Tod keine neuen Propheten mehr aktiviert werden.
Dean und Castiel spüren mit Crowleys Hilfe Gadreel auf und nehmen ihn gefangen. Nach mehreren missglückten Versuchen, Sam dazu zu bringen Gadreel auszustoßen, erlaubt Dean Crowley schließlich, von Sam Besitz zu ergreifen, um ihm von innen zu helfen. Mit Crowleys Unterstützung stößt Sam schließlich Gadreel aus, der daraufhin einen anderen Körper besetzt. Aus Dank für seine Unterstützung lässt Dean Crowley gehen, der sich anschickt, seine alte Machtposition von Abaddon zurückzuholen.
Sam ist wieder vollständig der Alte, kann Dean aber nicht verzeihen, dass er ihn nicht hat sterben lassen und verhält sich diesem gegenüber distanziert.
Crowley überredet Dean, ihm dabei zu helfen, Abaddon zu töten. Da diese kein gewöhnlicher Dämon, sondern ein „Ritter der Hölle“ ist, kann sie nur mit „Der ersten Klinge“ getötet werden. Bei dieser „Klinge“ handelt es sich um den Kiefer eines Tieres, mit dem Kain seinen Bruder Abel getötet hatte. Dean und Crowley spüren Kain auf und erfahren schließlich von diesem, wo er die Klinge versteckt hat. Zudem überträgt er sein Kainsmal auf Dean, da dieser die Klinge sonst nicht benutzen kann.
Unterdessen versucht Bartholomew vergeblich, Castiel dazu zu bringen, sich seiner Fraktion im Bürgerkrieg der Engel anzuschließen. Es kommt schließlich zu einer Auseinandersetzung zwischen den beiden, in welcher Castiel Bartholomew schließlich töten muss.
Metatron schart mit Gadreels Hilfe Anhänger um sich, denen er verspricht, dass sie wieder in den Himmel zurückkehren können. Sam und Dean erfahren von Castiel davon und nehmen daraufhin Gadreel gefangen, um von ihm Informationen zu erhalten. Gleichzeitig gerät Castiel jedoch in Metatrons Gewalt, welcher ihm seine Pläne für die Zukunft darlegt: Er will, dass Castiel eine Rebellenarmee gegen ihn führt, und somit zu einem „Bösewicht“ wird, den der „Held“ Metatron besiegen muss, um sich als neuer „Gott“ zu profilieren. Castiel weigert sich zunächst, bei Metatrons Spiel mitzuspielen, aber als er im Austausch gegen Gadreel wieder freigelassen wird, beginnt er dennoch, Rebellen zu rekrutieren.
Crowley wird von Abaddon gefangen genommen, die ihn zwingt, Sam und Dean in eine Falle zu locken. Unbemerkt von Abaddon kann er die beiden jedoch warnen. Mit der Macht der Klinge und des Kainsmals gelingt es Dean, Abaddon zu töten. Während des Kampfes, und auch später, fällt auf, dass sich Dean durch das Kainsmal und die Klinge zunehmend aggressiv verhält.
Durch eine Intrige gelingt es Metatron, alle von Castiels Anhängern hinter sich zu vereinen. Von diesem Verhalten angewidert, wendet sich Gadreel daraufhin von Metatron ab und bietet Sam, Dean und Castiel seine Hilfe an. Er und Castiel schleichen sich in den Himmel, um die Engelstafel – Metatrons Quelle der Macht – zu zerstören, werden dort aber entdeckt und gefangen genommen. Durch einen Zauber Gadreels, bei dem er sich selbst tötet, gelingt Castiel die Flucht. Unterdessen wandelt Metatron auf der Erde und vollbringt Wunder, um sich den Menschen als neuer Messias zu präsentieren. Dean spürt Metatron auf und will ihn töten. Dies misslingt jedoch, und Dean wird von Metatron schwer verwundet. Gleichzeitig gelingt es Castiel, die Engelstafel zu zerstören, weswegen sich Metatron von Dean abwendet und in den Himmel zurückkehrt.
Castiel gelingt es, die anderen Engel von Metatrons Schlechtheit zu überzeugen, woraufhin dieser eingekerkert wird.
Dean erliegt seinen schweren Wunden und stirbt. Während Sam noch verzweifelt versucht, ihn zu den Lebenden zurückzuholen, legt Crowley Dean die Erste Klinge in die Hand, woraufhin Dean in Dämonengestalt wieder erwacht.

### Zehnte Staffel
Nachdem Dean durch das Kainsmal von den Toten zurückgebracht worden ist, ist er ein Dämon und verbringt Zeit mit Crowley. Da Dean sich jedoch immer wieder Crowleys Willen widersetzt, verrät Crowley Sam Deans Aufenthaltsort, so dass dieser ihn gefangen nehmen und ihn mit dem Ritual, das sie auch schon an Crowley versucht hatten, wieder in einen Menschen zurückverwandeln kann. Er ist aber nach wie vor im Besitz des Kainsmals, das ihn vermehrt zu aggressivem, blutrünstigem Verhalten antreibt.
Während Dean sich langsam von seiner Zeit als Dämon erholt, beginnen die Brüder wieder zu arbeiten und bekämpfen übernatürliche Wesen. Bei einem ihrer Jobs begegnen sie der mächtigen Hexe Rowena, die sich schließlich als Crowleys Mutter herausstellt. Nachdem sie sich mit Dämonen angelegt hat und Crowley zur Bestrafung vorgeführt worden ist, erkennt dieser sie sofort wieder und lässt sie – nach anfänglicher Reserviertheit – wieder in sein Leben treten.
Castiel denkt viel über den Mann nach, von dessen Körper er Besitz ergriffen hat, Jimmy Novak. Er bekommt ein schlechtes Gewissen, weil er Jimmy seiner Familie weggenommen hat, aber da dessen Seele bereits im Kampf gegen Luzifer verstorben ist und im Himmel weilt, kann er Jimmy auch nicht mehr zu seiner Familie zurückkehren lassen. Stattdessen will er sich um dessen Tochter Claire kümmern, die inzwischen auf die schiefe Bahn geraten ist. Zusammen mit Sam und Dean rettet er sie aus den Fängen eines Kredithais und unterstützt sie bei dem Versuch, ihre Mutter aus den Fängen eines Bösen Engels zu retten. Gemeinsam können sie den Engel töten, dabei stirbt aber auch Claires Mutter. Claire schickt sich nun an, selbst eine Monsterjägerin zu werden.
Rowena versucht, Crowley für ihre Zwecke zu missbrauchen, und benutzt ihn, um verfeindete Hexen für sie zu töten. Nachdem sie herausgefunden hat, dass Sam und Dean die letzten Nachkommen der „Männer der Schriften“ sind, und damit Zugriff auf viele mächtige Zauber haben, will sie Crowley gegen die beiden Brüder aufhetzen, um an diese mächtigen Zauber zu gelangen. Der hat aber nun genug von ihren Intrigen und setzt sie kurzerhand vor die Tür.
Da sich bei Dean vermehrt die Konsequenzen des Kainsmals in Form von extrem gewalttätigem Verhalten zeigen, versucht Sam einen Weg zu finden, dieses zu entfernen. Er und Castiel befreien sogar Metatron aus seinem Gefängnis im Himmel, in der Hoffnung, er hätte Informationen, die ihnen helfen könnten. Diese Hoffnung wird jedoch enttäuscht; stattdessen gelingt es Metatron zu fliehen, auch wenn Castiel ihm zuvor seine Gnade gestohlen hat und er daher nur noch ein gewöhnlicher Mensch ist. Dean hat inzwischen akzeptiert, dass das Kainsmal nicht entfernt werden kann und nun ein Teil von ihm ist.
Letztlich finden Sam und Castiel heraus, dass das Kainsmal auch nur ein Fluch ist, der durch Magie rückgängig gemacht werden kann. Mithilfe der Jägerin Charlie spüren sie das „Buch der Verdammten“ auf, eine Sammlung mächtiger Flüche und Gegenflüche, das auch eine Anleitung beinhaltet, wie man das Kainsmal entfernen kann. Hinter diesem Buch ist jedoch auch die Styne-Familie her, direkte Nachfahren von Viktor Frankenstein, die sich mächtiger Zauber bedient, um ihr Vermögen und ihre Macht zu vermehren und sich mit Leichenteilen übernatürlich stark zu machen. Dean will, dass Sam das Buch zerstört, damit es nicht in die Fänge der Stynes gelangt, aber Sam widersetzt sich ihm und behält es heimlich. Er schließt einen Bund mit Rowena, die in der Lage ist, die mächtigen Zauber aus dem Buch der Verdammten durchzuführen. Als Gegenleistung für ihre Hilfe darf diese das Buch anschließend behalten.
Nachdem die Styne-Familie auf der Suche nach dem Buch der Verdammten Charlie getötet hat, verliert Dean kurzzeitig die Kontrolle und löscht die gesamte Familie aus. Nachdem er sogar beinahe Castiel getötet hat, kommt er wieder zu sich und sieht ein, dass er eine zu starke Bedrohung für seine Umgebung ist. Er beschwört den Tod persönlich herauf, damit ihn dieser umbringe, da er durch das Mal anderweitig nicht umgebracht werden kann. Der erklärt ihm, dass das Kainsmal auch als Siegel für „Die Finsternis“ dient, einer mächtigen bösen Macht, die Gott verbannt hat, bevor er das heutige Universum erschaffen hat. Solange Dean das Kainsmal nicht an jemanden weitergegeben hat, dürfe er nicht sterben, oder sich das Mal entfernen lassen. Der Tod schlägt Dean stattdessen vor, Dean an einem abgelegenen Ort zu bringen, wo er in alle Ewigkeiten leben kann, ohne andere Menschen zu bedrohen. Als der Tod sich aber anschickt, zuvor Sam zu töten – um zu verhindern, dass er Dean wieder zurückholt oder sein Mal entfernt – tötet Dean stattdessen den Tod. Kurz darauf gelingt es Rowena, den Fluch durchzuführen, der Deans Kainsmal entfernt. Anschließend nimmt sie das Buch der Verdammten an sich und verzaubert Castiel, der sie bewacht hat, dass er sie ignoriert und auf Crowley losgeht.
Kurz nach der Entfernung des Mals schlagen Blitze in der Gegend um Sam und Dean ein, und eine dunkle Wolke entsteht, die die beiden Brüder verschlingt.

### Elfte Staffel
Während Sam und Dean von der Dunklen Wolke umhüllt werden, hat Dean eine Vision einer Frau, die das Kainsmal trägt. Sie stellt sich als „die Finsternis“ vor und bedankt sich bei ihm dafür, dass er sie befreit hat. Nachdem er wieder erwacht ist, stellen Sam und Dean fest, dass Menschen in der Umgebung in eine Art Zombies verwandelt worden sind. Als sie eine Überlebende treffen, die sich um ein Baby kümmert, dessen Eltern in Zombies verwandelt worden sind, trennen sich die Brüder. Während Dean Jenna – die Frau – und Amara – das Baby – in Sicherheit bringt, versucht Sam, die Zombies zu heilen. Dabei wird er aber selbst angesteckt und verwandelt sich ebenfalls langsam in einen Zombie. In seiner Verzweiflung betet er zu Gott und bittet um Hilfe. Darauf erhält er Visionen, mit denen er aber nichts anfangen kann. Schließlich schafft er es aber, sich selbst und alle anderen Zombies mit heiligem Feuer zu heilen.
Dean stellt unterdessen fest, dass mit Amara etwas nicht stimmt. Sie trägt das Kainsmal und besitzt übernatürliche Fähigkeiten wie Telekinese. Schließlich saugt Amara die Seele von Jenna aus und verwandelt sich darauf in ein kleines Mädchen. Während Dean mit der amoklaufenden, seelenlosen Jenna beschäftigt ist, entkommt Amara und landet schließlich bei Crowley, der von ihrer Macht beeindruckt ist, und sie für seine Zwecke benutzen will. Er füttert sie mit Seelen, wodurch sie sehr schnell heranwächst und bald schon den Körper einer jungen Erwachsenen hat. Es stellt sich heraus, dass Amara tatsächlich „die Finsternis“ ist. Sie und Crowley haben nun immer öfter Meinungsverschiedenheiten und Crowley hat zunehmend Probleme, Amara, die Finsternis zu kontrollieren.
Sam hat immer wieder verwirrende Visionen, die aber nach und nach immer klarer werden. Überzeugt davon, dass Gott zu ihm spricht, betet er weiter zu diesem und bittet um Hilfe und Rat. Er ist schließlich davon überzeugt, dass Gott von ihm will, dass er mit Luzifer in dessen Käfig redet. Castiel spürt Metatron auf, der nur noch ein gewöhnlicher Mensch ist, und lässt sich von diesem Informationen über die Finsternis geben. Er erfährt, dass die Finsternis tatsächlich die Schwester Gottes ist, und ebenso mächtig.
Die Winchester-Brüder erfahren, dass Amara bei Crowley ist und versuchen, sie zu töten. Crowley versucht das zu verhindern und ist schon dabei Dean umzubringen, als Amara ihn mühelos stoppt, da sie Gefallen an Dean gefunden hat. Sie verlässt Crowley, der ihr nichts mehr zu bieten hat. Sie zieht alleine los und macht sich auf die Suche nach ihrem Bruder, Gott, an dem sie sich dafür rächen will, dass er sie bei Anbeginn der Zeit weggesperrt hat. Inzwischen in der Gestalt einer erwachsenen Frau tötet sie Priester und Gläubige, um eine Reaktion Gottes zu provozieren. Der lässt jedoch weiterhin nicht von sich hören. Schließlich schließen sich die Engel zusammen, um gemeinsam die Finsternis zu stoppen. Nachdem diese mühelos einige von ihnen getötet hat, greifen sie alle Engel zusammen in einer gebündelten Attacke in Form einer „Zerschmetterung“ an, was jedoch auch keine bleibende Wirkung hat.
Sam beschließt unterdessen, auf seine Visionen zu hören und Luzifer aufzusuchen. Gemeinsam mit Crowley und Rowena betritt er die Hölle, wo Rowena einen Zauber aus dem Buch der Verdammten durchführt, durch den Sam mit Luzifer reden kann, ohne dessen Käfig betreten zu müssen. Der bietet seine Hilfe an, die Finsternis zu bezwingen, wenn er dafür freigelassen würde und Sam ihm die Erlaubnis erteilt, von dessen Körper Besitz zu ergreifen. Als Sam sich weigert, zieht Luzifer ihn plötzlich zu sich in den Käfig. Dort erklärt er ihm, dass Sams Visionen gar nicht von Gott stammten, sondern von Luzifer selbst. Dean und Castiel befreien Sam aus dem Käfig. Dabei lässt sich Castiel von Luzifer überzeugen, dass dieser der Einzige ist, der die Finsternis bezwingen kann, weswegen Castiel Luzifer die Erlaubnis gibt, von seinem Körper Besitz zu ergreifen.
Die Winchesters, Luzifer und Crowley spüren antike Gegenstände auf, die von Gott selbst berührt wurden, und in denen ein Teil seiner Macht zurückgeblieben ist. Mit der Macht eines dieser Gegenstände versucht Luzifer die Finsternis zu töten, scheitert jedoch. Amara nimmt Luzifer gefangen und foltert ihn, in der Hoffnung so endlich Gottes Aufmerksamkeit zu erlangen.
Tatsächlich gibt sich Gott daraufhin wieder zu erkennen. Er offenbart sich zunächst nur Metatron, der erfährt, dass Gott all die Jahre versteckt unter den Menschen gelebt hat, zuletzt in der Form des Propheten Chuck Shurley. Er erklärt Metatron, dass er die Finsternis damals mithilfe seiner Erzengel weggesperrt hat, weil sie jede seiner Schöpfungen sofort zerstört hat. Sie war ungehalten darüber, dass Gott sich lieber mit niederen Wesen, für die er übermächtig groß ist, beschäftigt, als mit ihr, die ihm ebenbürtig ist. Inzwischen ist Gott jedoch seiner Schöpfung und der mit ihr verbundenen Enttäuschungen überdrüssig. Auf Metatrons Zureden stellt er sich aber dann doch der Finsternis entgegen, die mit ihrer Dunklen Wolke erneut Menschen infiziert, und gibt sich den Winchester-Brüdern gegenüber zu erkennen.
Gemeinsam befreien sie Luzifer aus Amaras Fängen, dabei stirbt jedoch Metatron. Mithilfe von Hexen, Dämonen, Engeln und Luzifer kann Gott die Finsternis überwältigen und schickt sich an, sie erneut zu verbannen. Töten kann er sie nicht, da sonst das Universum sein Gleichgewicht verlieren und zerstört werden würde. Amara kann sich jedoch in der Zwischenzeit wieder aufrappeln, Luzifer aus Castiels Körper austreiben und ihren Bruder tödlich verwunden.
Da Gott im Sterben liegt, muss die Finsternis nun doch getötet werden, damit das Universum nicht sein Gleichgewicht verliert. Die Winchester-Brüder wollen dazu Amaras Schwäche für Dean ausnutzen: Mit der Energie zahlreicher Seelen aufgefüllt soll Dean Amara nahe kommen, und sich zusammen mit ihr in die Luft sprengen. Die durchschaut den Plan jedoch sofort. In der Zwischenzeit hat sie aber die Schönheit von Gottes Schöpfung erkannt und eingesehen, dass sie ihren Bruder nicht wirklich töten will, wie wütend sie auch auf ihn sein mag. Auf Deans Zureden heilt sie Gott und versöhnt sich mit ihm. Gott und die Finsternis ziehen sich nun vorerst zurück, um Zeit miteinander zu verbringen. Zuvor macht Amara Dean aber noch ein Geschenk und holt seine Mutter von den Toten zurück.
Unterdessen versucht Lady Toni Bevell, eine Frau der britischen Männer der Schriften, Sam in Gewahrsam zu nehmen, da er und sein Bruder bereits zum wiederholten Male beinahe den Weltuntergang eingeleitet haben. Als Sam sich weigert, schießt sie auf ihn.

### Zwölfte Staffel
Sam, dem nur ins Bein geschossen wurde, wird von Lady Bevell auf eine Farm entführt und gefoltert. Sie will von ihm alle Informationen über die amerikanischen Jäger erhalten, um sich diese gefügig zu machen. Dean begibt sich zusammen mit seiner Mutter Mary und Castiel auf die Suche nach Sam. Als sie das Versteck aufspüren und Lady Bevell nach einem Kampf überwältigen, taucht Mick Davies, ein weiteres Mitglied der britischen Männer der Schriften, auf und lässt sie mit dem Angebot einer Kooperation gehen. Crowley sucht derweil nach Luzifer, der auf der Suche nach einer passenden Hülle eine Spur toter Menschen hinterlässt. Schließlich greift Crowley mit Rowena Luzifer in der Hülle des Rockstars Vince Vincente an, um ihn zurück in den Käfig zu sperren.
Nach der ersten gemeinsamen Jagd wieder im Bunker angekommen, teilt Mary den Brüdern mit, dass sie Zeit für sich braucht und den Bunker verlassen will. Marys Entschluss macht Dean schwer zu schaffen, dennoch bearbeitet er zusammen mit Sam einen Fall, bei dem verfluchte Nazi-Relikte und die Thule-Vereinigung für mehrere Morde verantwortlich sind. Der Stolz, Adolf Hitler umgebracht zu haben, lässt Dean seinen Kummer um Mary vergessen und regt auch wieder seinen Hunger nach Kuchen an. Bei der Begräbnisfeier eines befreundeten Jägers von Jody Mills treffen Sam und Dean auf andere Jäger, darunter Mary. Bei einem Gespräch teilt Mary ihnen mit, was sie in letzter Zeit gemacht hat und woher sie den toten Jäger kannte. Dean ist enttäuscht, dass sie sich kaum bei ihnen meldete, jedoch sofort das Land für diesen Jäger verlässt. Billie macht Mary das Angebot, sie wieder in den Himmel zu schicken, doch das lehnt sie ab, was Dean sehr erfreut.
Während Dean und Mary ein Spiel spielen, lässt Sam sie wissen, dass Vince Vincente, immer noch Luzifers Hülle, wieder aufgetaucht ist. Diese Spur führt die Brüder nach Los Angeles. Unterdessen gesteht Vince seinen Bandkollegen im Aufnahmestudio, dass es ihm nicht um die Musik, sondern um die Anbetung der Fans gehe. In Vinces Hotel treffen sich Sam und Dean mit Castiel und Crowley. Nachdem Vince/Luzifer seinen Bandkollegen dazu gebracht hat, sich zu töten, schickt ein anderer Bandkollege Castiel eine SMS mit der Adresse des Clubs, in dem das Geheimkonzert stattfindet. Im Club angekommen wollen Castiel und Crowley Luzifer so lange aufhalten, bis Sam und Dean alle Menschen evakuieren. Nachdem Crowley und Castiel ihn nicht aufhalten konnten, versuchen die Brüder die Fans aus dem Club zu lotsen, was nach einem Schuss aus Deans Waffe auch funktioniert. Alleine mit dem Erzengel fragen sie ihn nach seinen Motiven. Langatmig erklärt er, dass Gott ihn erneut verlassen hat, und ohnehin nur ausnutzte um ihn gegen Amara zu benutzen, und er eigentlich keinen Plan hat, und es ihm egal sei. Nach dem Gebrauch seiner Kräfte wird Luzifers Hülle immer schwächer, sodass er, bevor er Vinces Körper verlässt, noch ankündigt, dass seine neue Hülle noch mehr Macht und Einfluss haben wird.
Luzifer springt von Hülle zu Hülle, jedoch hält ihm keine lange stand. So kommt es, dass er sich die Karriereleiter weiter hoch arbeitet. Nach einem Wirtschaftsmogul war der Erzbischof von St. Louis an der Reihe. Doch als Sam und Dean die brutalen Morde in der Erzdiözese untersuchen wollen, ist Luzifer bereits verschwunden. Als seine nächste Hülle hat sich Luzifer Jefferson Rooney ausgesucht, den Präsidenten der USA, der – ohne es zu wissen – einen Deal mit dem Teufel einging und so die neueste Hülle wurde. In einem Selbstgespräch mit der Seele bekommt er die Informationen, so echt wie möglich zu wirken, um möglichst lange die Hülle zu besitzen. Der Präsident hat eine Affäre mit seiner Mitarbeiterin Kelly, die auch Luzifer weiterführt. Jedoch ahnt er, dass die Winchesters ihm auf der Spur sind und denkt sich eine Verschwörung zweier Extremisten aus, die ihn töten wollen und präsentiert diese dem Chef des Secret Service. Während der Secret Service die Brüder ausfindig macht, hört Castiel über Engelradio, dass ein Nephilim gezeugt wurde. Ketch von den britischen Männern der Schriften rettet Sam und Dean vor den Agenten, so kann ein Plan entwickelt werden. Crowley zappt sich und Kelly in das Motelzimmer, in dem die anderen schon warten, und erklären ihr die Situation. Luzifer wird zum Zimmer gelockt, Kelly offenbart ihm die freudige Nachricht und wird dann von den anderen überrascht. Sie schaffen es, Luzifer zurück in den Käfig in die Hölle zu schicken, somit bleiben Sam und Dean mit dem bewusstlosen Präsidenten alleine und werden anschließend von Agenten festgenommen und abtransportiert. Obwohl Kelly zu Luzifer sagte, dass sie das Baby nicht behalten will, fasst sie danach den Entschluss das Baby doch zu bekommen. Während Sam und Dean mithilfe von Billie aus dem geheimen Gefängnis entkommen, brauchen Mary und Castiel die Hilfe der britischen Männer der Schriften, um sie aus den Rocky Mountains zu holen.
Während Sam und Dean mit Crowley zusammenarbeiteten, arbeitete Mary mit den britischen Männern der Schriften zusammen und Castiel sucht Kelly Klines, die sich mittlerweile in einem fortgeschrittenen Stadium der Schwangerschaft befindet. Nach weiteren Hinweisen zu Kellys Aufenthaltsort schließt sich Mick Davis Sam, Dean und Cas an. Jedoch kann der Dämon, mit dem Kelly unterwegs ist, den Jägern entkommen. Indes verwanzten die britischen Männer der Schriften den Bunker. Castiel gelingt es mit der Unterstützung von zwei weiteren Engeln Kelly zu finden und sie alleine wegzubringen. Er will sie in Sicherheit, in den Himmel bringen, da er durch eine Vision des Babys die Zukunft sah und nun das Baby auch geboren werden muss. Nachdem viele Jäger durch "Unfälle" ums Leben kamen, wollen Sam und Dean Mary in Sicherheit wissen. Aus dem Gespräch von Crowley und Dr. Hess geht hervor, dass die Männer der Schriften schon öfter mit Dämonen zusammenarbeiteten, in diesem Fall um die amerikanischen Jäger auszurotten. Sam und Dean können Tony Bevell überwältigen und sind mit ihr unterwegs zurück in den Bunker. Nach ihrer Ankunft erklärt ihnen Ketch, dass er die Lüftung ausschaltete und sie somit in wenigen Tagen ersticken werden. Währenddessen befindet sich Mary nach der Zusammenarbeit mit ihnen weiterhin in der Zentrale der Briten. Mithilfe des Granatenwerfers schafft es Dean, ein Loch in die Wand zu sprengen. Nachdem weitere Jäger vor Mary gewarnt wurden, machen sie sich auf den Weg zu Jody, die nicht zu erreichen war. Jedoch konnte sie Mary zusammen mit Alex an einen Stuhl fesseln. Während Dean Marys Gehirnwäsche rückgängig macht, schaltet Sam zusammen mit anderen Jägern die Briten aus. Der Sieg kann nicht lange gefeiert werden, denn die Geburt von Jack, Luzifers Kind, steht kurz bevor und Luzifer ist zurückgekehrt. Während den Wehen öffnet sich ein Riss in die Apokalypsen-Welt, in den Mary und Luzifer beim Kampf hineinfallen und stecken bleiben, da sich durch Crowleys Opfer der Riss schloss. Noch bevor Luzifer in den Riss fiel, tötete er Castiel. Kelly überlebt die Geburt nicht, so stehen Sam und Dean alleine mit dem bereits ausgewachsenen Jack da.

### Dreizehnte Staffel
Sam findet den ausgewachsenen und nackten Jack in der Hütte, als Dean dazustößt schießt er auf Jack, der sie wiederum ausknockt und wegläuft. Wieder zu sich gekommen, überlegen die Brüder was sie mit dem Nephilim tun sollen. Sie finden Jack in einem Sheriffbüro in der Nähe wieder. Nach einem Kampf mit Engeln, die Jack in den Himmel bringen wollen, nehmen sie Jack mit in den Bunker. Während sich die Brüder in ihrer Welt um Jack kümmern, muss Mary sich in der Apokalypse-Welt mit Luzifer rumschlagen und beide gemeinsam versuchen dort zu überleben. Dort treffen sie auf Michael, der den Luzifer seines Universums tötete, jedoch Luzifer verschont, da er ihn noch gebrauchen kann.
Nach Crowleys Tod und Luzifers Verschwinden nimmt Asmodeus, der letzte Prinz der Hölle, das Zepter an sich, bis Luzifer und sein Sohn zurück sind. Jack sorgt bei den Winchesters für viel Gesprächsstoff, da sie sich nicht einigen können, was mit ihm passieren soll. Denn während Sam ihn für ein unschuldiges Kind hält, ist Dean der Meinung, er ist ein Monster. Der Prophet Donatello folgte der Spur aus Macht und konnte so Jack aufspüren, dass das nicht nur er kann bedeutet, dass Sam und Dean Jack anders beschützen müssen. Jedoch funktioniert nichts besonders gut, sodass Asmodeus Jack findet und als Donatello ihn zu einem Höllentor bringt, um die Shedim zu befreien. Jedoch merkt Jack, dass er damit Sam und Dean verletzt und richtet seine Kräfte gegen Asmodeus. In den Bunker zurückgekehrt, sagt Dean Jack, dass wenn die Zeit kommt, er ihn umbringen wird, da er ihn immer noch für ein Monster hält. Da Jack seine Kräfte nicht kontrollieren kann, verlieren Sam und Dean immer mehr die Hoffnung, Mary zurückzuholen.
Castiel wird in der Leere durch Jacks Stimme wach und findet sich später in einem Feld auf der Erde wieder. Während eines Falls zeigt sich Billie wieder und erklärt, dass nachdem Dean den Tod umbrachte, der nächste Sensenmann der stirbt, seinen Platz einnimmt. Nach diesem Fall findet Castiel wieder zu den Winchesters, die ihm zu Jack bringen. Nachdem Jack bei einer Jagd Unschuldige verletzte, verlässt er den Bunker und zieht alleine los. Nicht nur Sam und Dean wollen Jack wiederfinden, sondern auch Asmodeus und seine Dämonen sind hinter ihm her.
Während Sam und Dean sich mit Ketch um verschwundene Hexen und Rowena kümmern, bereitet Kevin im alternativen Universum einen Zauber für Michael vor, um ihn auf die andere Seite zu bringen. Der Zauber gelingt Kevin und Luzifer nutzt die Gunst der Stunde, um durch den Riss zu gehen, der sich danach wieder schließt. Asmodeus findet Luzifer und zusammen tricksen sie Dean aus, um Jack zu finden, auch Ketch arbeitet mit ihnen zusammen. Jack will beweisen, dass er helfen kann und bittet Kaia, eine Traumwanderin, um Hilfe, Mary aus der alternativen Realität zu befreien. Jedoch schafft es Kaia nicht und schickt Jack, Sam und Dean an verschiedene Orte. Während Kaia am Straßenrand bewusstlos ist, wird Jack zu Mary transportiert, und die Winchesters an den Ort des Grauens. Dadurch öffnet sich ein Riss zu dem Ort des Grauens, der einige Zeit offen steht. Während sich Jody, Donna, Alex und Patience um die Monster aus dem Ort des Grauens kümmern, holen Claire und Kaia die Brüder zurück, dabei stirbt Kaia.
Nachdem Luzifer von Asmodeus entkommen konnte, verbündet er sich mit Schwester Jo, ein Engel, der auf der Erde als Heilerin unterwegs ist und für Geld Wunder durchführt. Währenddessen entschlüsselt Donatello die Engelstafel, um an den Zauber zu kommen, der Luzifer aus der Apokalypse-Welt befreite. Die dort auf Bobby Singer treffen, der sich mit ihnen verbündet. Im Himmel machen die Engel Luzifer zu ihrem Anführer, unter dem Versprechen, dass er weitere Engel erschaffen wird und ihnen ihre Flügel zurückgeben kann. Ketch arbeitet als Doppelagent für die Winchesters und bekommt von Asmodeus die Information, dass er ein Erzengelschwert hat und auch den Erzengel dazu, um es zu benutzen, Gabriel. Nachdem Zutaten für den Zauber auf einen Schwarzmarkt für religiöse Reliquien besorgt wurden, holen sie das Siegel von Solomon aus einem andern Bunker der Männer der Schriften. Nun fehlt nur noch die Gnade eines Erzengels, um den Zauber zu vervollständigen. Diese bringt Ketch mit Gabriel zu den Brüdern. Sam bereitet das Portal in die Apokalypse-Welt vor und Dean und Ketch gehen hinein. Dort suchen sie nach Charlie. Nachdem Gabriel seine Kräfte wiedererlangt hat, kann Asmodeus ihn dadurch finden. Dämonen stürmen den Bunker, jedoch kann Gabriel alle erledigen und sogar Asmodeus umbringen. Der Riss zur anderen Welt schließt sich und nur Dean kann entkommen, sodass Ketch und Charlie zurückbleiben, um Mary und Jack zu suchen. Der Zauber kann nicht wiederholt werden, da Gabriel ging, um sich um die Halbgötter zu kümmern, die ihn an Asmodeus verkauften.
Mit Rowenas Hilfe und ein wenig von Gabriels Gnade versuchen sie erneut ein Portal zu öffnen, das jedoch nicht lange genug offen bleibt. Gabriel und Rowena überlisten Luzifer, um an seine Gnade zu gelangen und den Zauber erneut durchzuführen. Sam und Rowena überwachen Luzifer während die anderen durch den Riss gehen. Luzifer kann seine Fesseln überwinden und greift Rowena an, die ihn aber durch den Riss in die andere Welt schickt. Als sie schon ihre Sachen zusammenpackt, überkommt sie ihr Gewissen und sucht einen neuen Zauber um das Portal offen zu halten. Auf der anderen Seite des Portals werden die anderen von Vampiren angegriffen und Sam wird dabei getötet. Castiel, Gabriel und Dean gelangen weiter vor und treffen auf Mary, die eine Gruppe Menschen anführt. Sam wird von Luzifer wiedererweckt in der Hoffnung, dadurch eine Bindung zu seinem Sohn aufzubauen. Unter dem Druck, dass sie Luzifer brauchen, um Michael zu schlagen, willigt er ein ihm zu helfen. Als Dean sich auf den Weg machen wollte, um Sams Körper zu holen, wird er von Sam überrascht, der gerade ins Camp kommt. Hinter ihm folgt Luzifer, der seinen überraschten Sohn grüßt.
Die Brüder wollen mit Mary durch das Portal wieder entkommen, sie kann jedoch die Menschen im Camp nicht zurücklassen. Während Dean zu streiten beginnt, unterstützt Sam Marys Entscheidung und macht den Vorschlag, alle durch das Portal mitzunehmen. Die Gruppe erreicht den Spalt, als er sich zu schließen beginnt. Ketch, Mary, Jack und Charlie führen die Flüchtlinge durch den Spalt in den Bunker, bis nur noch Sam, Dean, Luzifer, Gabriel und drei andere zurückbleiben. Die drei anderen werden von Michael getötet, gegen den Luzifer antreten will, aber keine Chance hat. Auch Gabriel versucht es und wird dabei von Michael überwältigt und mit der Erzengelklinge erstochen. Sam und Dean machen sich inzwischen auf durch das Portal zu gehen. Dean geht zuerst und als Luzifer durchgehen will, hält Sam ihn zurück und geht selbst durch. Der Spalt schließt sich und Michael und Luzifer bleiben zurück und schließen einen Deal miteinander ab, gemeinsam aus dieser Welt zu entkommen.
Nachdem die Flucht gefeiert wurde, schult Sam die Menschen aus der alternativen Welt in die aktuellen Ereignisse seiner Welt ein. Jack verletzt mit seinen Kräften nochmal jemanden unschuldigen und fühlt sich wieder schuldig. Er verschwindet und wandert umher. Dabei trifft er auf Luzifer, der ihn dazu bringen will, die Erde zu verlassen. Nachdem er verschwunden ist, kündigt sich die Ankunft eines Engels an. Michael taucht auf und Sam, Dean und Castiel flüchten im Impala. Auch in den Bunker kommt Michael hinein und würgt Dean. Sam betet zu Jack, der auch kommt und durch seine Kraft Michael Schaden zufügen. Es kommt zum Streit zwischen Luzifer und Jack und resultiert darin, dass Luzifer Jack am Hals einschneidet und seine Gnade aufsaugt. Sam will Jack helfen, dabei bäumt Lucifer seine Kraft und verschwindet mit den beiden. Michael erklärt Dean und Castiel, dass Luzifers Kräfte sich enorm verstärkten und er ihn in seiner jetzigen Hülle nicht aufhalten kann. Dean erklärt sich als seine Hülle bereit, sofern er immer noch in Kontrolle bleiben würde. In der Kirche, in der Luzifer sich sowie Jack und Sam brachte, kommt es zum Kampf. Dean kann mit der Erzengelklinge Luzifer töten. Jedoch hält die Freude nicht lange, als Dean bemerkt von Michael überrumpelt zu werden. Michael übernimmt Deans Körper, verschwindet und lässt Sam und Jack stehen.

### Vierzehnte Staffel
Nachdem Michael die Kontrolle über Deans Körper übernahm, macht er sich auf den Weg die Welt von allen Sünden zu befreien und findet Verbündete in Vampiren. Indes versuchen Sam und die Jäger aus der anderen Welt, sowie Castiel, Dean zu finden. Nick, ehemals Luzifers Hülle, erwacht und muss sich mit den Nachwirkungen der Besessenheit auseinandersetzen. Auch Jack hat ein Problem, das ihm schwer zu schaffen macht, den Verlust seiner Kräfte. Durch Michaels Experimente an Monstern mit Gnade kommen Sam, Mary und Bobby auf eine Spur. Michaels Ziel ist es, eine Armee von Monstern zu erschaffen, um somit alle Menschen auszulöschen. Nachdem die Jäger mit den verbesserten Monstern kämpfen, erwacht Dean alleine in seinem Körper. Um zu verstehen, wieso Michael Dean alleine ließ, findet Castiel eine Erinnerung, die Michael zeigt, wie er von Kaias Mörder angegriffen wird. Zusammen mit Jody ermitteln sie, dass es sich dabei um Kaias Doppelgängerin aus der Ort des Grauens handelt, die sie beim Angriff der verbesserten Vampire rettet und danach wieder verschwindet. Dean gibt sich die Schuld an Michaels Tun.
Nachdem Dean Jack auf eine Jagd mitnahm, hustet er wieder Blut und fällt ohnmächtig zu Boden. Rowena bestimmt, dass Jacks Zustand ein Resultat aus einer Ungleichheit seiner Menschen- und Engelseite ist, die durch den Verlust seiner Gnade ausgelöst wurde. Nach einer fehlgeschlagenen Behandlung eines Schamanen, verschlechtert sich Jacks Zustand, sodass er stirbt. Während Jack im Himmel auf seine Mutter trifft, wird er dort von der Leere gejagt. Sam kontaktiert Engelexpertin Lily Sunder, die helfen kann Jack mithilfe seiner Seele wiederzuerwecken. Castiel begibt sich in den Himmel, um dort von Naomi zu lernen, dass die Leere im Himmel ist und Jack will. Castiel schließt einen Deal mit der Leere im Tausch gegen Jack ab, dieser wird jedoch nicht sofort eingelöst, sondern erst wenn er wirklich glücklich ist. Castiel und Lily schaffen es Jack wiederzubeleben, aber durch die Anstrengung davon stirbt Lily.
Garth, der versteckt bei Michaels Monstern ermittelt, warnt Sam und Dean, dass Michael bereits genügend Monster hat, um ganz Kansas City in Monster zu verwandeln. Mit Kaias Speer bewaffnet, begeben sich die Jäger zu Michael, der im Kampf Dean wieder besitzt und den Speer zerbricht. Michael verkündet, dass Dean endgültig weg ist, und gibt seiner Armee den Befehl zur Attacke. Mithilfe von Engelshandschellen kann Michael gefangen genommen und in den Bunker gebracht werden. Durch ein Gerät zur Geistesverknüpfung kommen Sam und Castiel in Deans Gedanken hinein, um ihn dort in einer Schleife wiederzufinden. Sie schaffen es Michael in Deans Gedanken einzusperren. Währenddessen blieb Jack zurück und konnte die angreifenden Monster aufhalten, jedoch mit Kraft aus seiner Seele. Billie erklärt Dean, den einzigen Ausweg, um Michael aufzuhalten. Er baut eine Box, die Erzengel beinhalten kann, um sich mit Michael darin einzusperren und auf den Grund des Meeres die Ewigkeit zu verbringen. Indes fängt und tötet Nick nicht nur den Dämon, der seine Familie umgebracht hat, sondern auch Unschuldige und wird daraufhin von Donna festgenommen. Er entkommt und trifft auf den Geist seiner Frau in seinem alten Haus. Zur selben Zeit versucht Sam Dean von seiner Mission abzubringen, zusammen mit Castiel gelingt es und die Box wird zur letzten Maßnahme.
Nach einer Jagd auf eine Gorgone wird Dean bewusstlos und Michael findet einen Weg aus ihm, nur um Rowena als seine neue Hülle auszuerwählen. Er bringt mehrere Jäger um, bevor Jack es schafft den Erzengel zu zerstören und Michaels Gnade in sich aufzunehmen. Damit gelingt es ihm seine eigenen Kräfte wiederherzustellen. Durch das Aufbrauchen seiner Seele hat Jack Probleme moralische Entscheidungen zu treffen.
Nick nimmt Donatello gefangen, um mit ihm Luzifer aus der Leere wiederzuerwecken. Dazu benötigt er Jacks Blut. Nick verletzt Sam schwer und kann entkommen, während Dean Donatello rettet. Als Nick das Portal öffnet, kann Jack Luzifer zurück in die Leere schicken und Nick für seine Taten töten. Castiel versucht indes Gott zu finden, damit Jacks Seele wiederhergestellt werden kann, jedoch erfolglos. Nachdem Jack Mary umbrachte, halluziniert er von Luzifer, der ihm davon überzeugt den Brüdern nicht mehr zu trauen. Die Winchesters entdecken Nick und hören von Rowena, was mit Mary geschah. Nach erfolglosen Versuchen Mary zurückzubringen, genießt Mary ihren Frieden im Himmel mit John.
Manipuliert von Dumah, die nun den Himmel gnadenlos regiert, erschafft Jack mehr Engel und befiehlt den Menschen sich zu unterwerfen. Nachdem Castiel davon erfuhr, begibt er sich in den Himmel und konfrontiert Dumah. Sie droht John und Mary etwas anzutun, daraufhin bringt Castiel sie um und beendet ihre Herrschaft. Zur selben Zeit können Sam und Dean Jack dazu bringen, in die Box, die eigentlich für Michael vorgesehen war, zu steigen, aus der er jedoch ausbrechen kann.
Nachdem Jack aus dem Bunker fliehen konnte, kontrolliert er alle Menschen dazu, nur mehr die Wahrheit zu sagen. Als Antwort auf Castiels Gebete kommt Gott zurück auf die Erde und macht Jacks Taten rückgängig. Er warnt, dass Jack eine Gefahr ist, die ausgeschaltet werden muss und händigt Sam und Dean eine Waffe aus, die Jack umbringen kann, jedoch auch den, der sie abfeuert. Sam wird misstrauisch gegenüber Chuck. Nachdem Dean Jack auf einen Friedhof gestellt hat, kann er ihn nicht umbringen. Chuck schreitet ein und enthüllt, dass er die Situation manipuliert wie er es will, in einer Geschichte, die er schreibt. Gott bringt Jack selbst um, woraufhin Sam versucht ihn zu erschießen. Jack erwacht in der Leere und wird von Billie dort erwartet. Aufgrund der ihm gegenüber gezeigten Dreistigkeit der Brüder, entscheidet Chuck die Welt untergehen zu lassen und in Dunkelheit zu hüllen. Er öffnet einen Spalt in die Hölle und Seelen und Zombies attackieren Sam, Dean und Castiel.

### Fünfzehnte Staffel
Während sich Sam, Dean und Castiel in einem Mausoleum verstecken, schlüpft der Dämon Belphegor in Jacks Körper und bietet seine Hilfe an. Sie schaffen es die nahegelegene Stadt Harlan zu evakuieren und Belphegor wirkt einen Zauber, der die Geister innerhalb der Stadt festhält. Er erzählt, dass vermutlich zwei bis drei Milliarden Seelen aus der Hölle entkamen und auch Luzifers Käfig geöffnet wurde und somit Michael entkommen konnte. Geister, wie der von Jack the Ripper oder John Wayne Gacy, versuchen die Barriere zu durchbrechen und so viele Menschen wie möglich auf dem Weg zu töten. Rowena und Ketch stoßen auf die Winchesters und bekommen zusätzliche Hilfe vom Geist von Kevin Tran. Rowena versucht einen Zauber aus dem Buch der Verdammten, um die Barriere zu stärken, die jedoch früher oder später zusammenbrechen wird. Belphegor bietet an Liliths Staab aus der Hölle zu holen und damit alle Seelen einzufangen. Ketch wird von dem Dämon umgebracht, der ihn anheuerte Belphegor umzubringen. Dieser überrascht Castiel und Belphegor in der Hölle und verrät, dass Belphegor die Winchester dafür benutzt, selbst mehr Macht zu erlangen. Belphegor tötet diesen Dämon und wird danach von Castiel umgebracht, dabei wird der Stab zerstört. Ohne einen anderen Ausweg wirkt Rowena einen Zauber, der sie ihr eigenes Leben kosten wird. Sam ersticht Rowena, die daraufhin den Zauber ausführt und alle wieder zurück in die Hölle führt.
Chuck sucht indes Hilfe bei seiner Schwester Amara, da er durch den Schuss von Sam schwer verletzt wurde. Sie lehnt ab und lässt ihren Bruder auf der Erde gefangen zurück. Während Sam und Dean einen Fall nachgehen, besucht Chuck, der sein Ziel verloren hat, Becky Rose. Sie rät ihm mit dem Schreiben wieder zu beginnen, aber ist von dem düsteren Ende der Brüder schockiert. Daraufhin lässt er sie verschwinden und beginnt damit seinen schrecklichen Plan zu verwirklichen.
Sam leidet unter starken Alpträumen, die immer darin enden, dass ein Bruder den anderen töten muss. Dennoch hilft er Dean mit bei der Untersuchung von mysteriösen Todesfällen, bei der sie auf Lilith stoßen, die auf der Suche nach der Waffe ist, die Chuck verletzte. Sie zerstört diese und erzählt, dass Gotts Ende für die Winchesters ist, dass sie sich gegenseitig töten müssen. Sam glaubt, dass seine Träume Chucks Ideen sind, die er durch die Verbindung sehen kann. Er gibt nicht auf, obwohl Dean glaubt, dass alles verloren ist. Der Geist von Eileen Leahy sucht die Hilfe von Sam und Dean, da sie nicht wieder zurück in die Hölle will. Sam findet in Rowenas Zauberbuch einen Spruch zur Wiedererweckung, der ihm auch gelingt. Dadurch bestärkt bittet Sam Dean nicht die Hoffnung zu verlieren und dass sie auch Gott erledigen können. Donatello untersucht die Dämonentafel nach Hinweisen, die helfen können, entdeckt er, dass er seine größte Angst mit seinem Liebling, wahrscheinlich Michael, teilte. Auf der Suche nach ihm, kommen sie in die Hölle, um dort Rowena als neue Königin vorzufinden. Sie sagt ihnen, dass Michael entkommen konnte und nicht mehr im Käfig ist. Sie finden ihn auf der Erde und lassen ihn alle Fehler von Chuck sehen, um ihn zur Mithilfe zu bewegen. Sie erhalten einen Zauber, der die Blume aus dem Fegefeuer benötigt. Dean und Castiel besorgen die Blume, während Sam von Chuck in eine Falle gelockt wird. Dean und Castiel wollen den Zauber durchführen, werden aber von Sam daran gehindert. Er lässt Gott ihre Wunden heilen und hilft ihm somit seine ganze Macht wiederzuerlangen. Sam und Eileen küssen sich, sie verlässt ihn jedoch.
Als sie nicht mehr die Helden von Chucks Geschichte sind, bekommen Sam und Dean normale Probleme, wie kaputte Zähne und Probleme mit dem Auto. Sie versuchen, um ihr Glück mit der Göttin Fortuna zu spielen. Obwohl sie verlieren, erhalten sie ihr Glück zurück. Nachdem Jack aus der Leere zurückkam, stärkt er sich durch die Herzen von Grigori und führt damit Castiel auf seine Spur. Jack befolgt Billies Plan stärker zu werden und dann Gott endgültig zu töten. Nachdem Jack im Garten Eden war und seine Seele zurückbekam, wird er von Schuldgefühlen eingeholt.
Gott zerstört nach der Reihe eine Welt nach der anderen bis nur mehr diese übrig ist. Die Winchesters finden Amara, die erklärt, dass Chuck und sie Zwillinge sind, deren Trennung den Urknall verursachte. Sie will ihnen nicht Helfen Chuck einzusperren. Jack offenbart Castiel, dass Billie ihn in eine Bombe verwandelt, die Chuck und Amara auslöschen wird, aber auch ihn dabei umbringt. Bevor Castiel geht und eine andere Lösung sucht, erzählt er noch Dean davon. Dean glaubt Jacks Opfer ist die einzige Möglichkeit, während Sam glaubt, es muss noch etwas anderes geben.
Sam entdeckt, dass Billie alle manipuliert, sodass sie die Macht übernehmen kann. Amara versucht Chuck aufzuhalten und bringt ihn in den Bunker, damit die Brüder ihn endgültig gefangen nehmen können. Das stellt sich als erneute Falle von Chuck heraus, damit sich Sam und Dean gegenseitig umbringen. Niedergeschlagen erlaubt Amara von Chuck absorbiert zu werden. Chuck verschwindet als Jack zu explodieren beginnt. Billie teleportiert Jack in die Leere, wo er die Explosion überlebt, jedoch ist die Leere wütend, da es laut wurde. Billie bringt Jack zurück, wird dabei von Dean verwundet und verschwindet ohne Jack, Gotts Buch oder ihre Sichel. Kurz danach verschwinden alle Menschen, weil Chuck jedes Lebewesen außer den Winchesters verschwinden lässt. Billie jagt Dean und Castiel, um Rache zu bekommen. Noch bevor Billie sie erreichen kann, öffnet Castiel ein Portal in die Leere, in dem er seinen Deal einhält und Dean seine Liebe gesteht. Das Portal öffnet sich und zieht Billie und Castiel in die Leere.
Jack kann die Kräfte von Michael und Luzifer absorbieren. Sie locken Gott in eine Falle und er absorbiert auch seine Kräfte. Sie lassen den nun machtlosen Chuck ein normales menschliches Leben führen. Jack, der neue Gott, stellt die Welt wie sie war wieder her. Er geht in den Himmel und will sich nicht wie Chuck einmischen. Nun können die Winchesters ihre eigene Geschichte schreiben.
Ein allerletzter Fall wird Dean zum Verhängnis, als er von einem Vampir auf einem rostigen Nagel aufgespießt wird. Die Brüder verabschieden sich voneinander und Dean trifft im Himmel auf Bobby. Er zeigt ihm, dass Jack mit Castiel den Himmel neu gestaltete und er all seine Freunde und Familie wiedersehen kann. Während Dean mit dem Impala eine Runde im Himmel dreht, lebt Sam ein normales Leben auf der Erde mit Frau und Sohn. Er wird alt und stirbt eines natürlichen Todes. Sie treffen sich im Himmel auf der Brücke wieder, die der in der Pilotfolge ähnelt.

## Besetzung
Die ersten fünf Staffeln wurden bei der Blackbird Music synchronisiert, die Staffeln 6 und 7 bei der SDI Media Germany, aktuell wird die Serie bei der Berliner Synchron vertont. Stephan Rabow, Wanja Gerick und Benjamin Wolfgarten führen die Dialogregie und schreiben zusammen mit Sarah Riedel die Dialogbücher.

Hauptdarsteller (Auswahl)
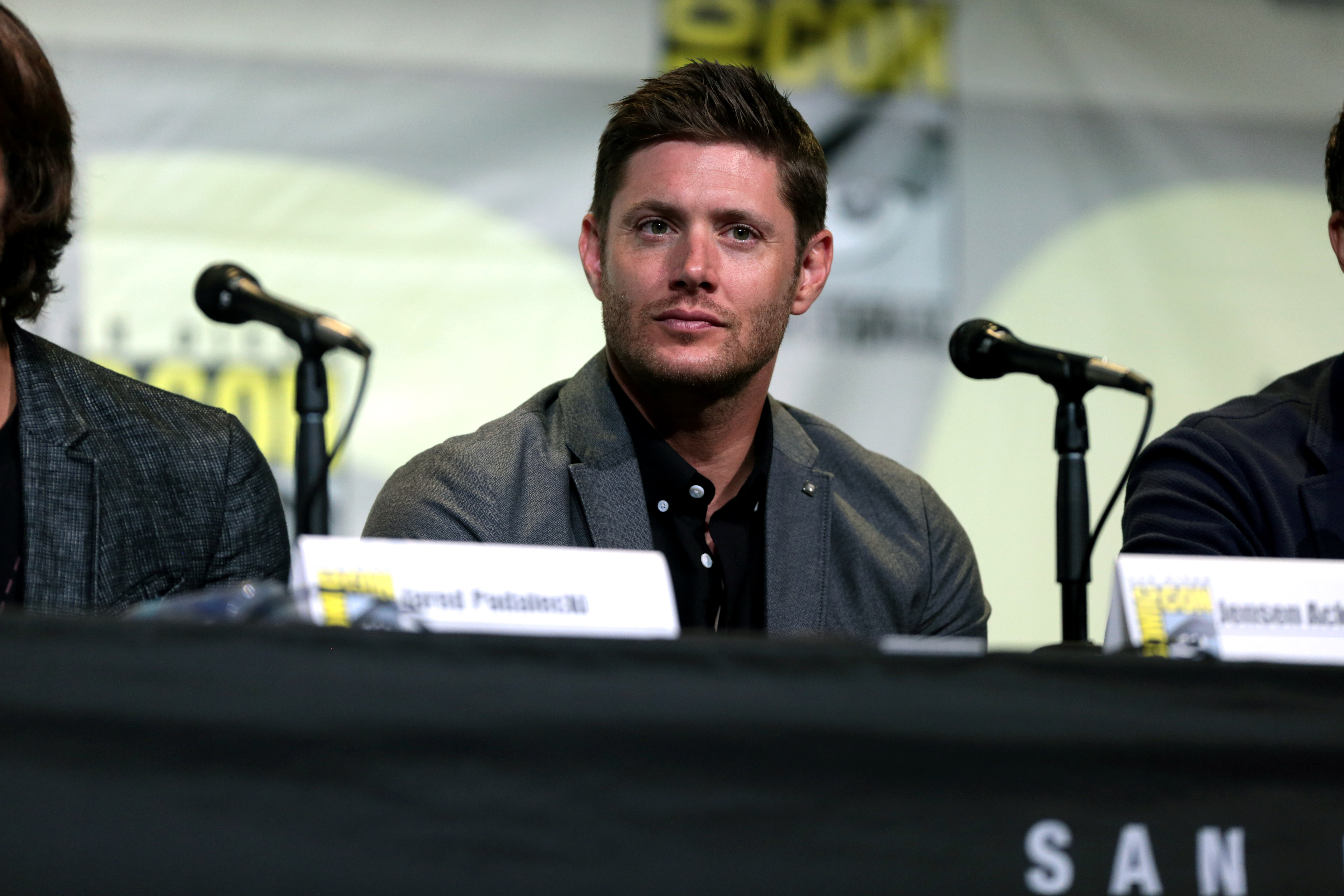
Jensen Ackles bei der San Diego Comic-Con 2016
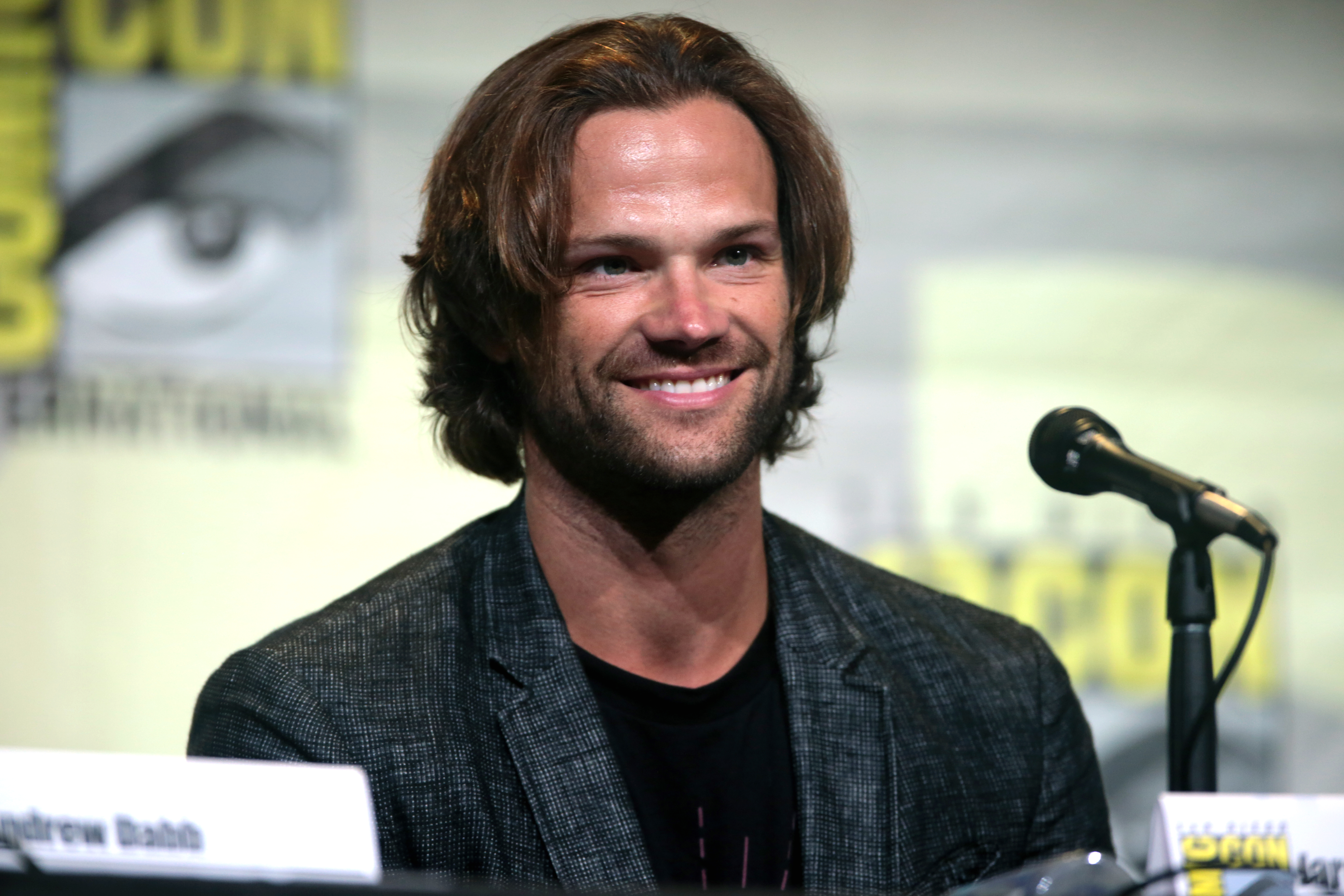
Jared Padalecki bei der San Diego Comic-Con 2016
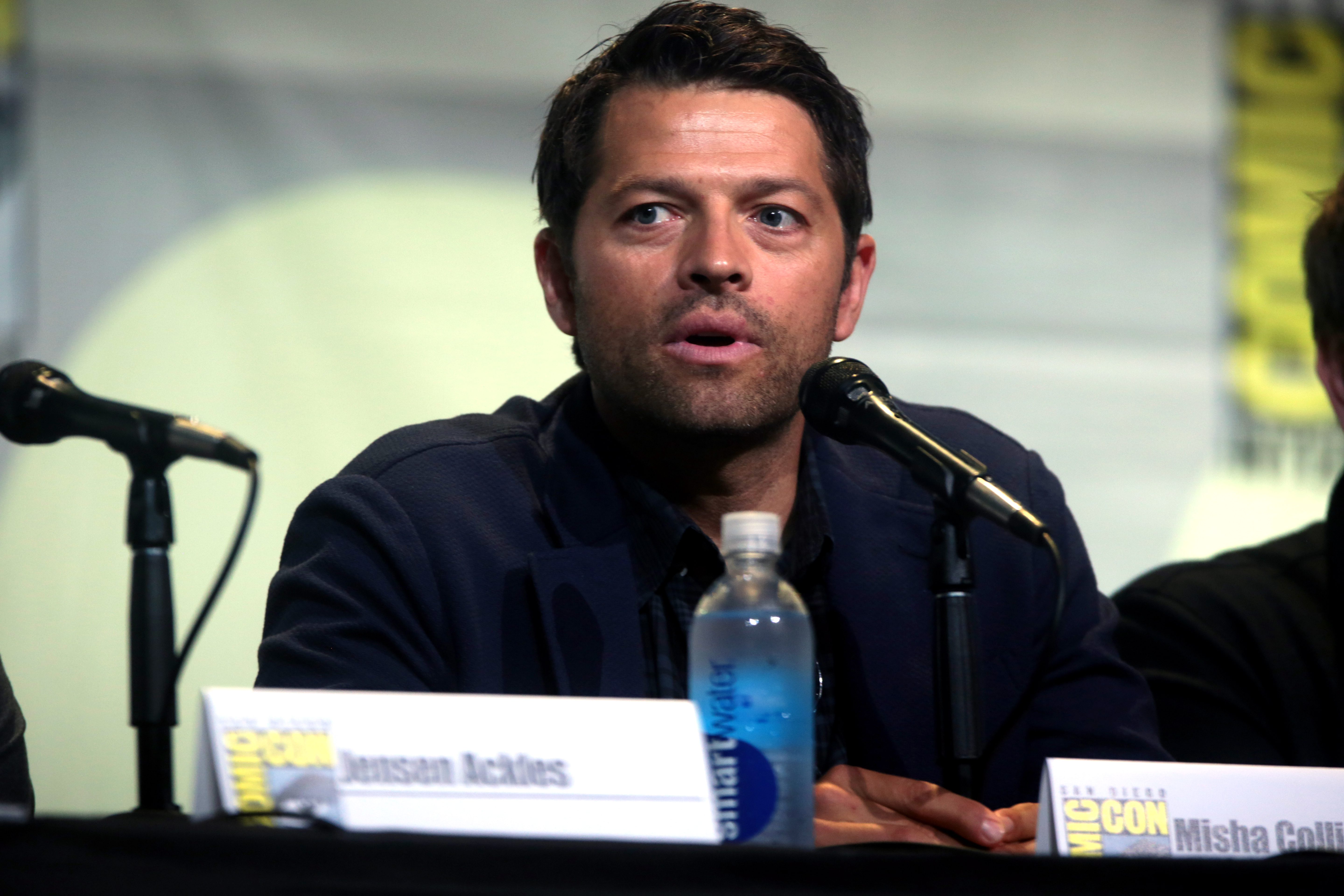
Misha Collins bei der San Diego Comic-Con 2016
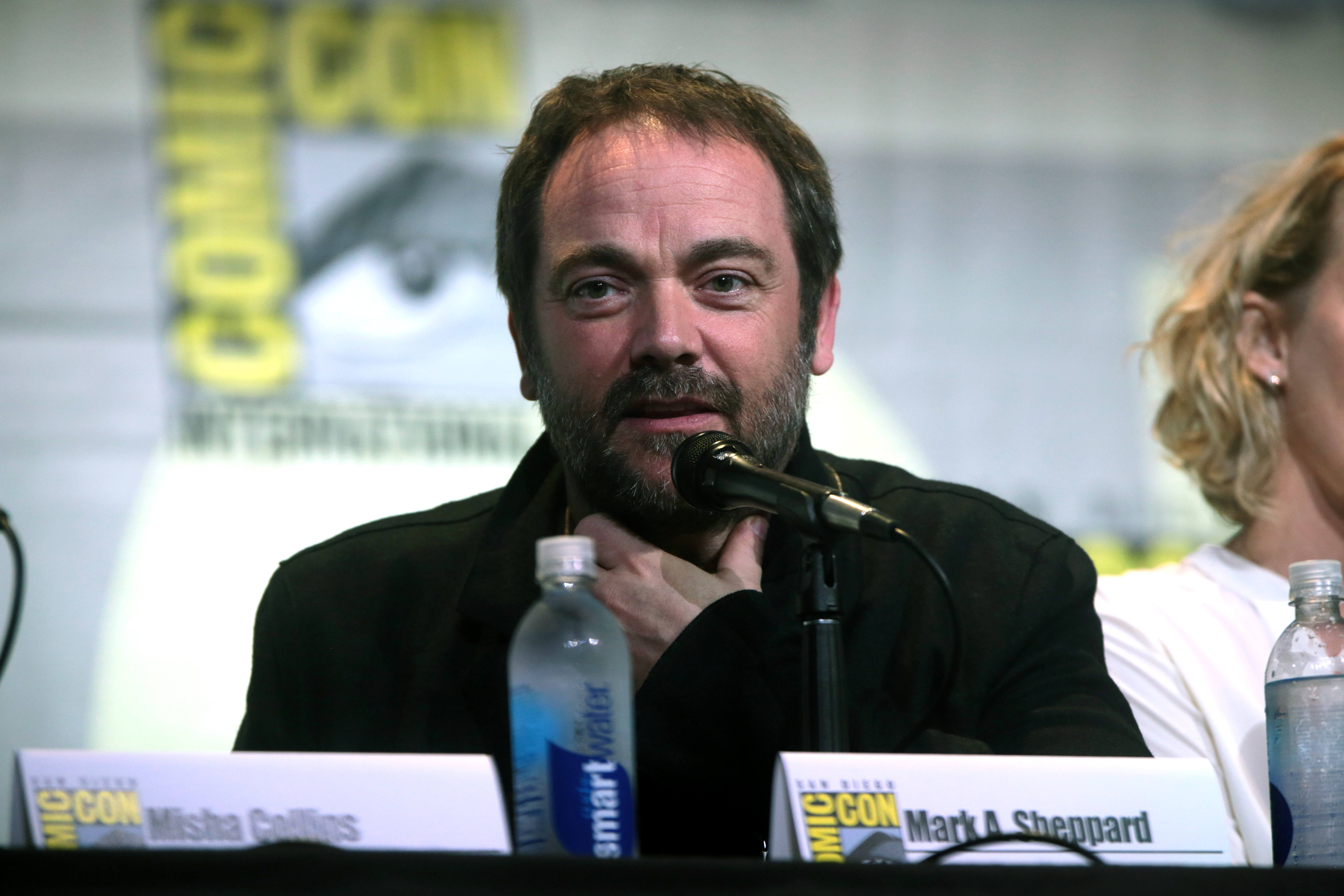
Mark A. Sheppard bei der San Diego Comic-Con 2016
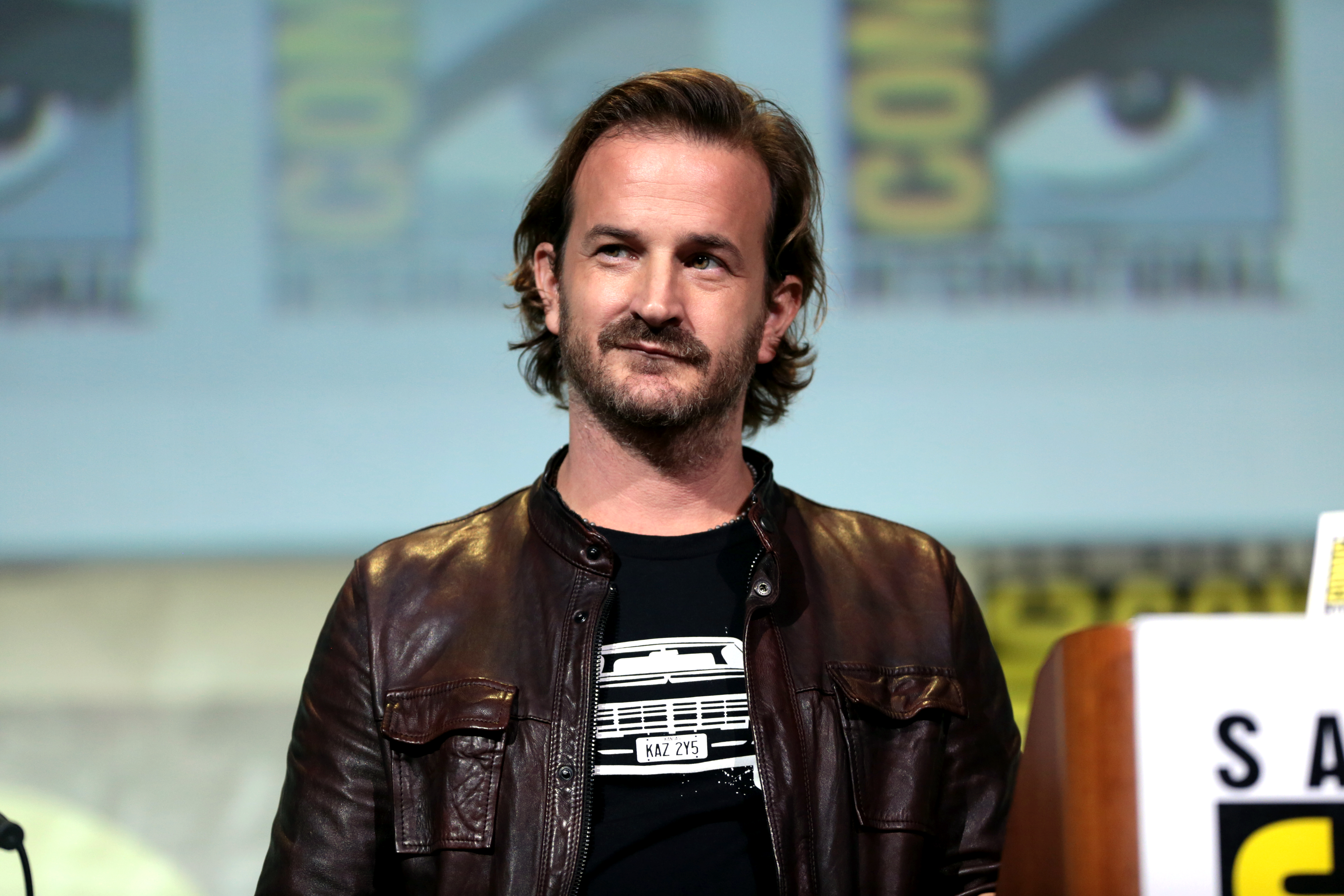
Richard Speight Jr. bei der San Diego Comic-Con 2016
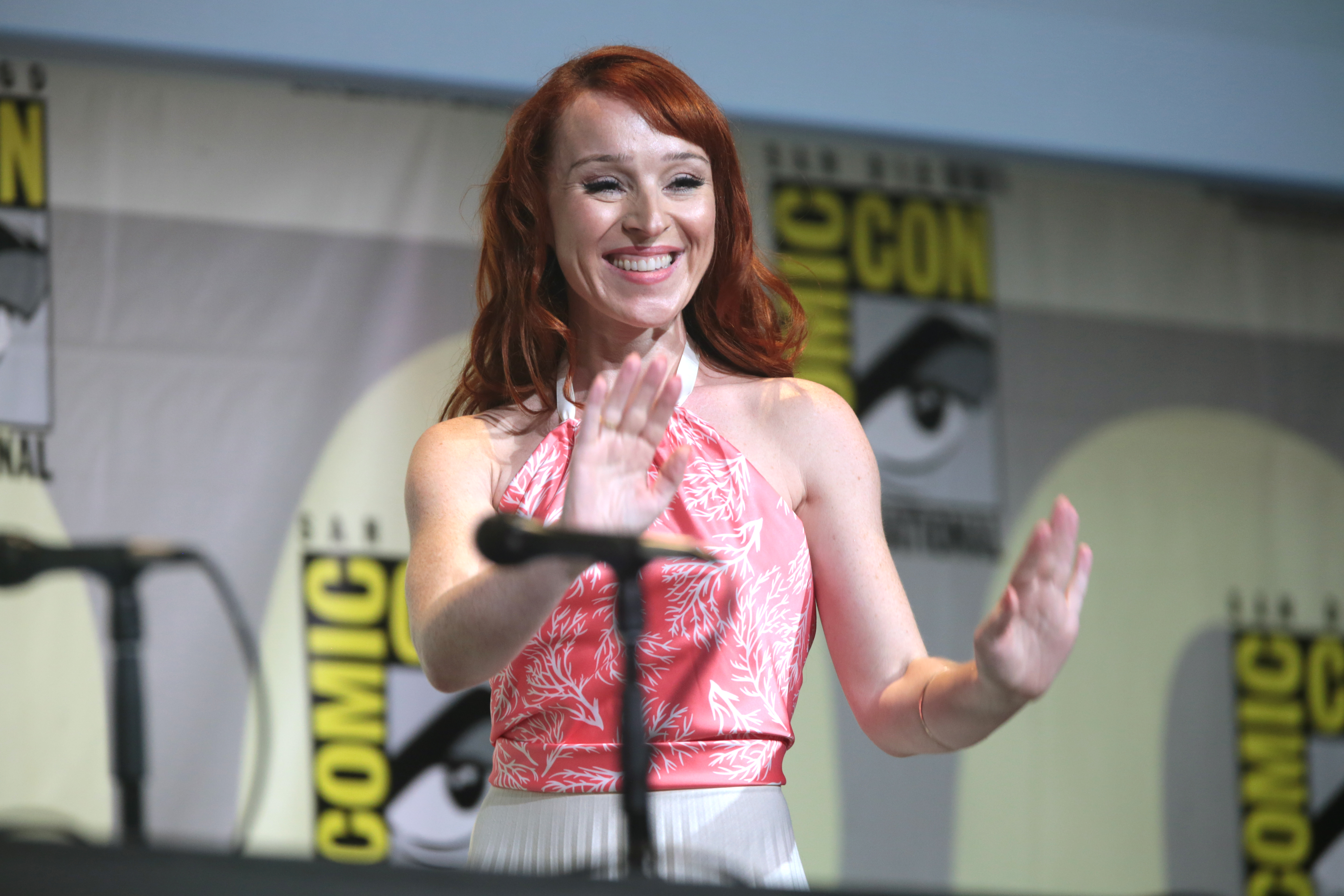
Ruth Connell bei der San Diego Comic-Con 2016
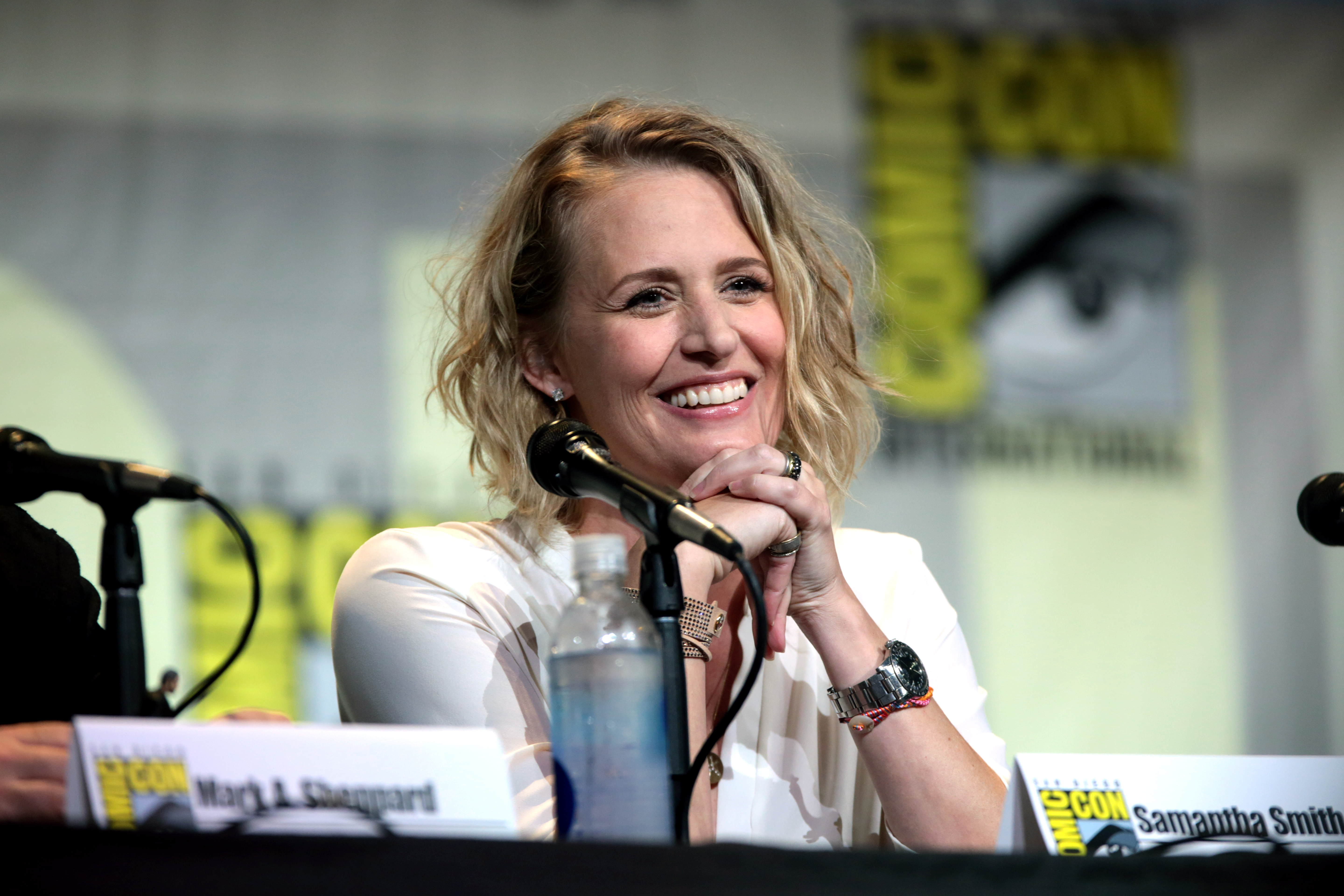
Samantha Smith bei der San Diego Comic-Con 2016
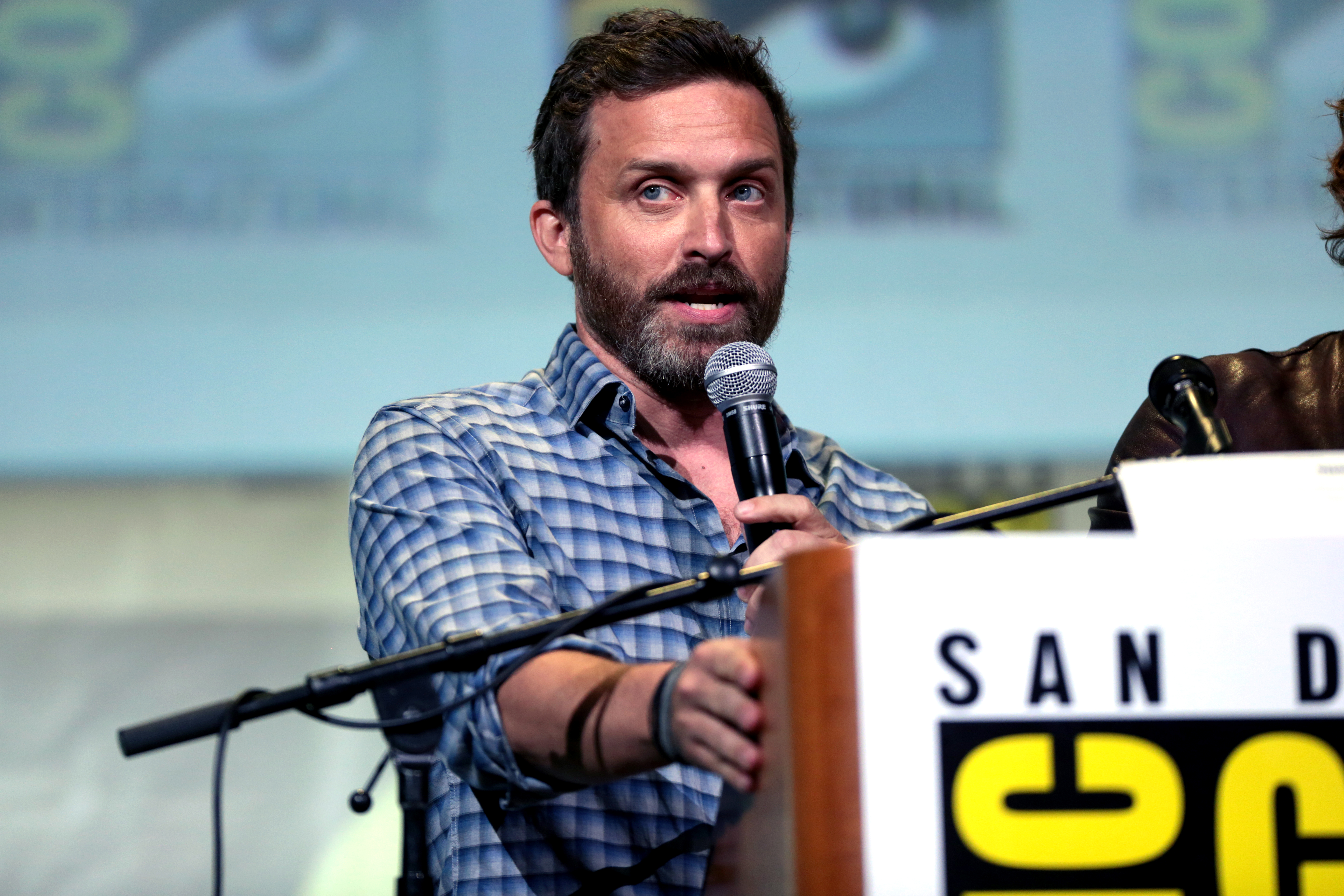
Rob Benedict bei der San Diego Comic-Con 2016
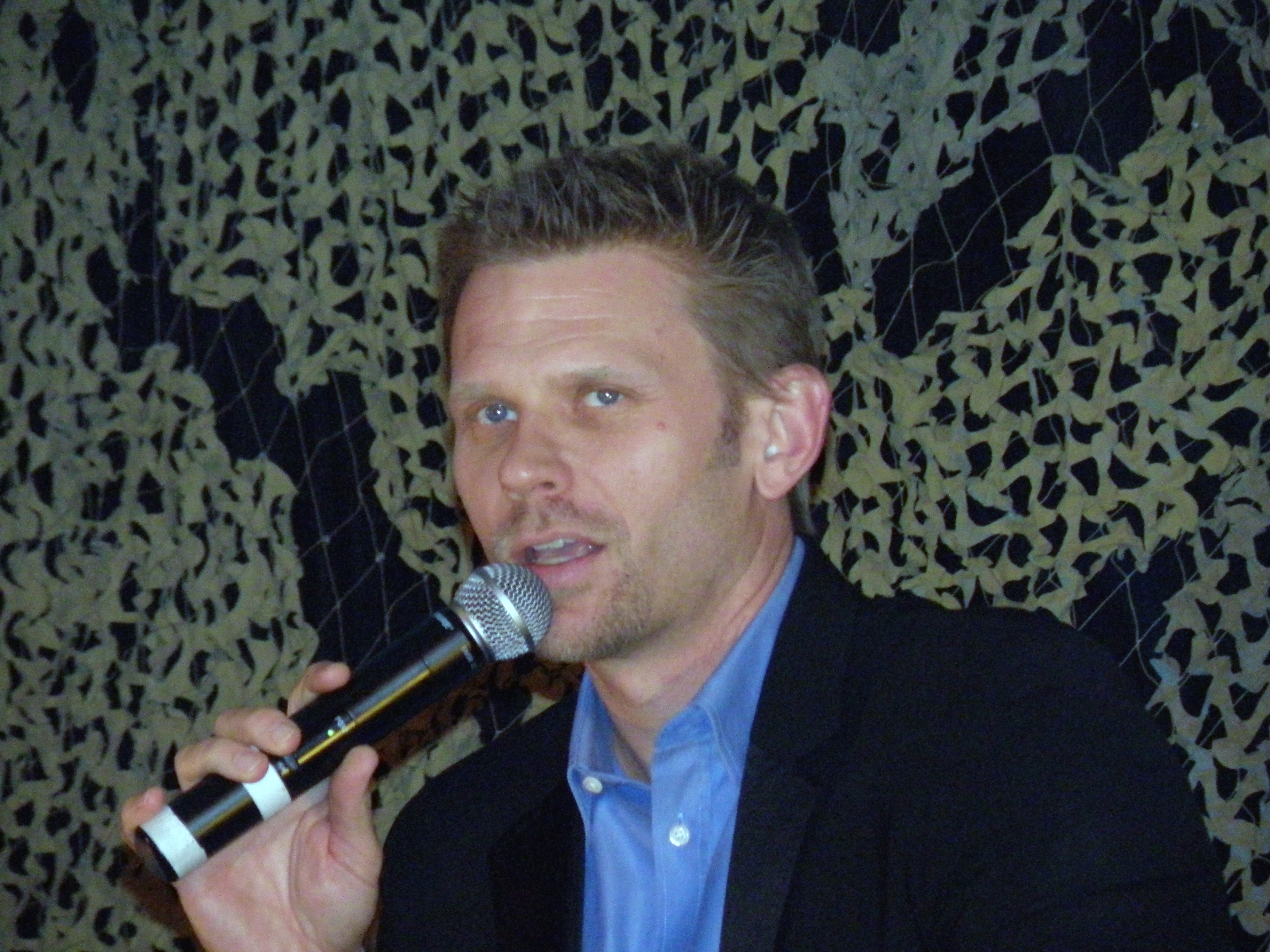
Mark Pellegrino bei der LA Supernatural Con 2010
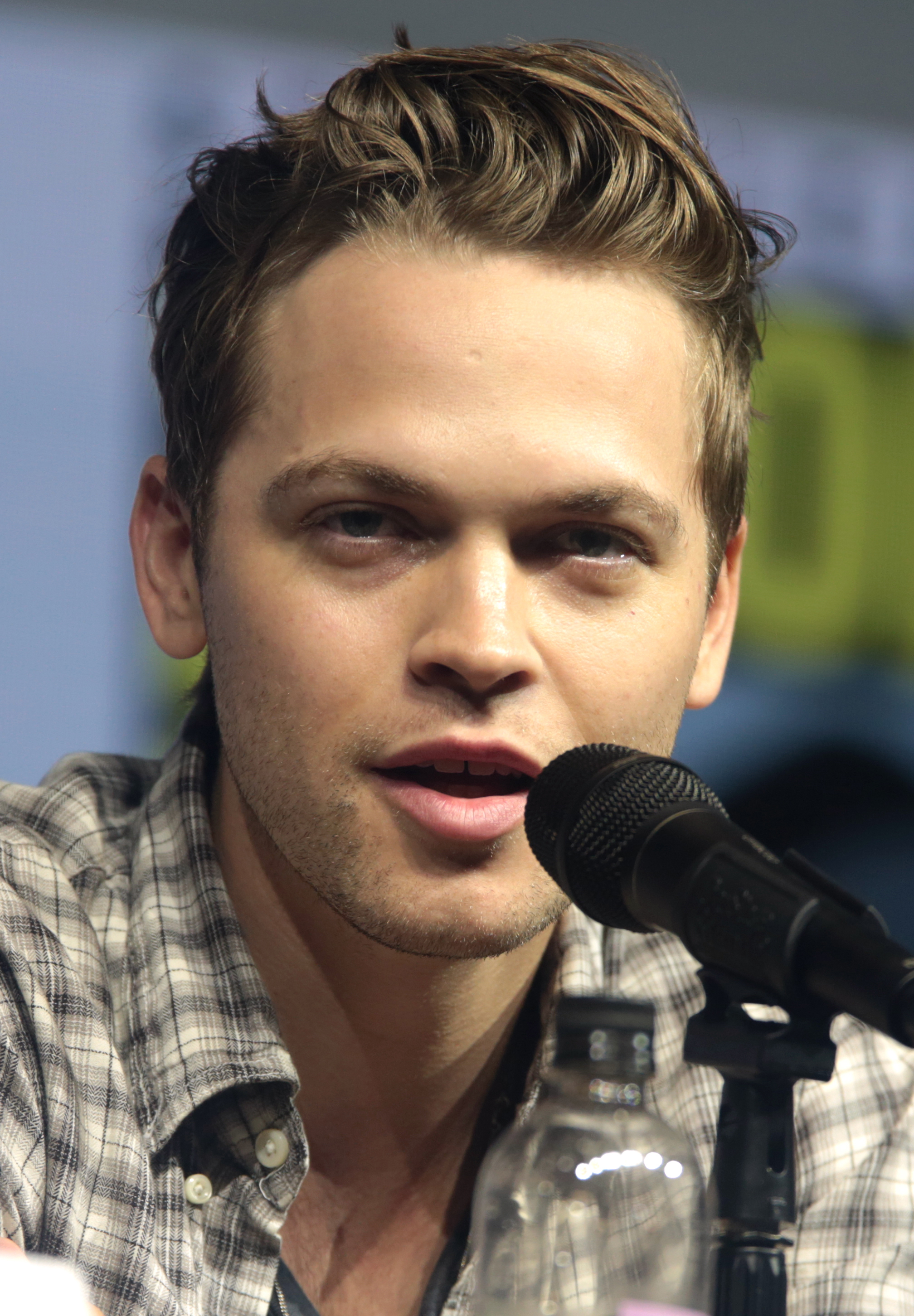
Alexander Calvert bei der San Diego Comic-Con 2018
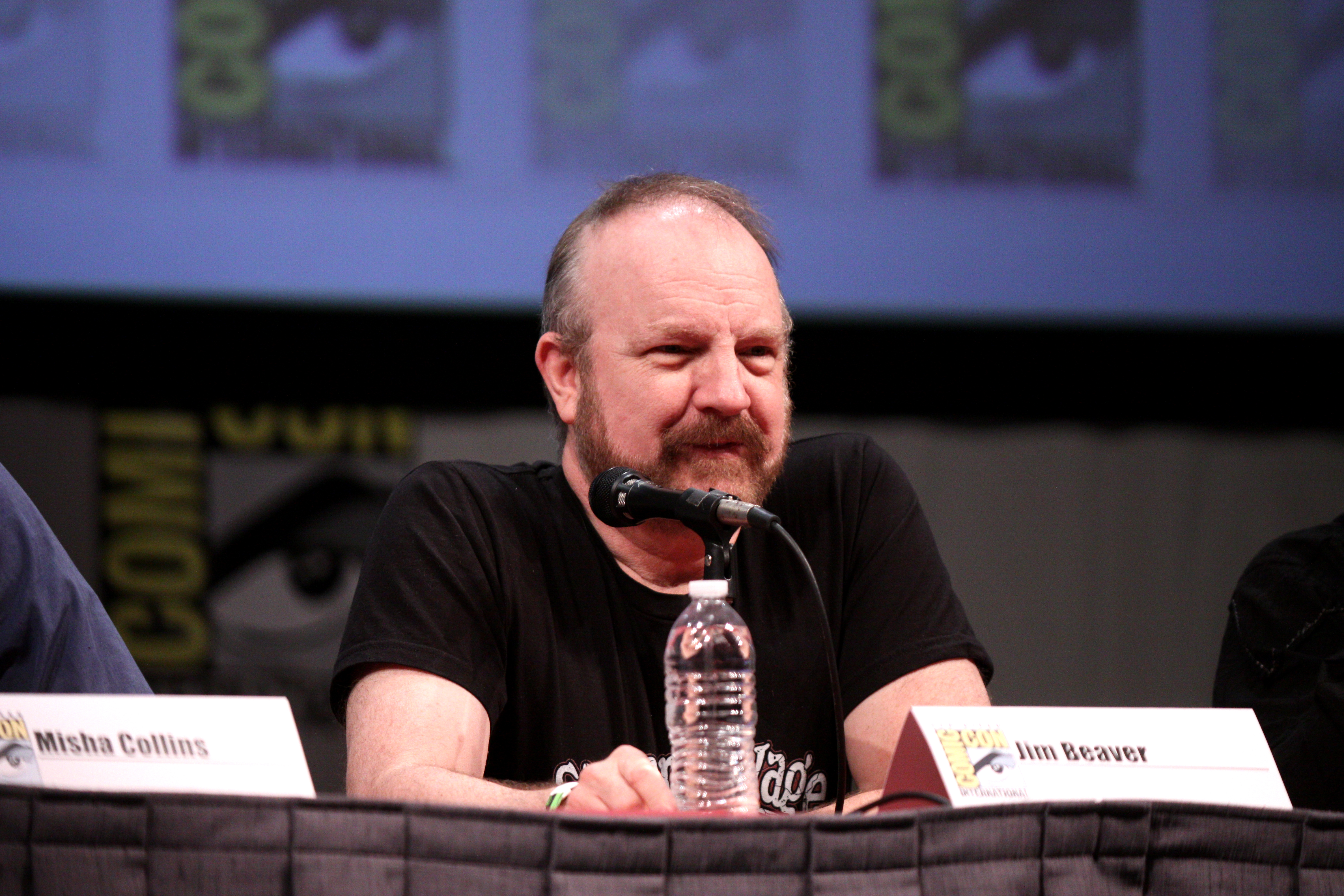
Jim Beaver bei der San Diego Comic-Con 2011

Die Tabelle nennt die Schauspieler, ihre Rollennamen, ihre Zugehörigkeit zur Hauptbesetzung (●) bzw. zu den Neben- und Gastdarstellern (•) je Staffel und die deutschen Synchronsprecher.
|                                                                             |                       | Staffel | Staffel | Staffel | Staffel | Staffel | Staffel | Staffel | Staffel | Staffel | Staffel | Staffel | Staffel | Staffel | Staffel | Staffel |                                                                               |  |
| Schauspieler                                                                | Rollenname            | 1       | 2       | 3       | 4       | 5       | 6       | 7       | 8       | 9       | 10      | 11      | 12      | 13      | 14      | 15      | Synchronsprecher                                                              |  |
| --------------------------------------------------------------------------- | --------------------- | ------- | ------- | ------- | ------- | ------- | ------- | ------- | ------- | ------- | ------- | ------- | ------- | ------- | ------- | ------- | ----------------------------------------------------------------------------- |  |
| Jensen Ackles                                                               | Dean Winchester       | ●       | ●       | ●       | ●       | ●       | ●       | ●       | ●       | ●       | ●       | ●       | ●       | ●       | ●       | ●       | Julien Haggège                                                                |  |
| Jared Padalecki                                                             | Samuel Winchester     | ●       | ●       | ●       | ●       | ●       | ●       | ●       | ●       | ●       | ●       | ●       | ●       | ●       | ●       | ●       | Wanja Gerick                                                                  |  |
| Katie Cassidy Genevieve Cortese                                             | Ruby                  |         |         | ●       | •       |         |         |         |         |         |         |         |         |         |         | •       | Cathlen Gawlich Natascha Geisler                                              |  |
| Lauren Cohan                                                                | Bela Talbot           |         |         | ●       |         |         |         |         |         |         |         |         |         |         |         |         | Tanja Geke                                                                    |  |
| Misha Collins                                                               | Castiel               |         |         |         | •       | ●       | ●       | •       | •       | ●       | ●       | ●       | ●       | ●       | ●       | ●       | Florian Halm                                                                  |  |
| Mark Sheppard                                                               | Crowley               |         |         |         |         | •       | •       | •       | •       | •       | ●       | ●       | ●       |         |         |         | Matti Klemm                                                                   |  |
| Mark Pellegrino Jared Padalecki Misha Collins Rick Springfield David Chisum | Luzifer / Nick        |         |         |         |         | •       |         | •       |         |         |         | •       | ●       | ●       | ●       | •       | Bernhard Völger Wanja Gerick Florian Halm Torsten Michaelis Thomas Nero Wolff |  |
| Alexander Calvert                                                           | Jack                  |         |         |         |         |         |         |         |         |         |         |         | •       | ●       | ●       | ●       | Konrad Bösherz                                                                |  |
| Jim Beaver                                                                  | Robert „Bobby“ Singer | •       | •       | •       | •       | •       | •       | •       | •       | •       | •       | •       | •       | •       | •       | •       | Jan Spitzer                                                                   |  |

## Produktion und Ausstrahlung

### Vereinigte Staaten
In den USA wurde die Serie erstmals am 13. September 2005 auf dem Sender The WB ausgestrahlt. Die Ausstrahlung der ersten Staffel endete am 4. Mai 2006. Die zweite Staffel lief nach dem Zusammenschluss von The WB und UPN vom 28. September 2006 bis zum 17. Mai 2007 auf dem neuen Sender The CW. Die dritte Staffel startete am 4. Oktober 2007 und endete am 15. Mai 2008. Die vierte Staffel war vom 18. September 2008 bis zum 14. Mai 2009 auf The CW zu sehen. Die fünfte Staffel lief zwischen dem 10. September 2009 und dem 13. Mai 2010. Die sechste Staffel startete am 24. September 2010 und endete am 20. Mai 2011 mit der 126. Folge. Am 26. April 2011 verlängerte The CW Supernatural um eine siebte Staffel, die vom 23. September 2011 bis zum 18. Mai 2012 ausgestrahlt wurde.
Am 3. Mai 2012 verlängerte The CW Supernatural um eine achte Staffel, deren Ausstrahlung vom 3. Oktober 2012 bis zum 15. Mai 2013 zu sehen war. Bereits im Februar 2013 wurde die Produktion einer neunten Staffel bekanntgegeben. Die Ausstrahlung der neunten Staffel erfolgte vom 8. Oktober 2013 bis zum 20. Mai 2014. Im Februar 2014 wurde die Serie frühzeitig um eine zehnte Staffel verlängert, die vom 7. Oktober 2014 bis zum 20. Mai 2015 zu sehen war. Staffel 11 wurde von The CW am 11. Januar 2015 genehmigt und lief vom 7. Oktober 2015 bis zum 25. Mai 2016. Im Mai 2016 wurde die 12. Staffel von The CW bestätigt, die vom 13. Oktober 2016 bis zum 18. Mai 2017 gesendet wurde. Im Januar 2017 wurde die 13. Staffel in Auftrag gegeben, die vom 12. Oktober 2017 bis zum 17. Mai 2018 gesendet wurde. Im April 2018 wurde die Serie um eine 14. Staffel verlängert, welche am 11. Oktober 2018 startete. Die Verlängerung um eine 15. Staffel wurde im Januar 2019 bekanntgegeben.

### Deutschland
Im Pay-TV ist die Serie seit dem 23. Oktober 2006 auf Sky (damals noch Premiere) zu sehen. Ab dem 3. Januar 2011 strahlte der Sender die fünfte Staffel aus. Vom 2. Januar bis zum 12. März 2012 war die sechste Staffel auf dem Sender zu sehen. Die siebte Staffel wurde vom 6. September bis zum 15. November 2012 bei Sky Atlantic HD ausgestrahlt. Die Ausstrahlung der achten Staffel erfolgte vom 19. September bis zum 28. November 2013. Die neunte Staffel war ab dem 25. September 2014 in Doppelfolgen auf Sky Atlantic HD zu sehen. Die zehnte Staffel folgte am 6. Oktober 2015. Die Ausstrahlung der elften Staffel erfolgte ab dem 3. November 2016 auf Sky 1. Die deutschsprachige Erstausstrahlung der zwölften Staffel wird seit dem 5. November 2017 auf Sky 1 gesendet.
Im Free-TV war die erste Staffel vom 15. Oktober 2007 bis zum 31. März 2008 auf ProSieben zu sehen. Die zweite Staffel startete am 6. Oktober und endete am 22. Dezember 2008. Die dritte Staffel wurde vom 1. März bis zum 21. Juni 2010 auf ProSieben gesendet. Die Ausstrahlung der vierten Staffel erfolgte vom 16. August 2010 bis zum 21. März 2011 auf ProSieben. Die fünfte Staffel strahlte ProSieben vom 5. September 2011 bis zur finalen Folge am 30. Januar 2012 aus. Der Sender zeigte vom 12. Juli bis zum 23. August 2013 die sechste Staffel und im Anschluss daran wurde vom 30. August bis zum 26. Oktober 2013 die siebte Staffel gesendet. Die achte Staffel lief zwischen dem 15. September und dem 24. November 2014 auf ProSieben Maxx. Die neunte Staffel strahlte der Sender ab dem 12. Oktober 2015 aus, jeweils eine Folge am Montag. Die zehnte Staffel strahlte der Sender vom 12. September 2016 bis 13. Februar 2017 aus. Auf ProSieben Maxx wurde die elfte Staffel ab dem 16. Oktober 2017 und die zwölfte Staffel ab dem 8. Oktober 2018 ausgestrahlt.

### Österreich
In Österreich wurde die erste Staffel vom 22. April 2009 bis zum 26. Januar 2010 auf ORF 1 ausgestrahlt. Die zweite Staffel wurde ohne Unterbrechung zwischen dem 2. Februar und dem 13. Juli 2010 gesendet. Die Staffeln drei und vier folgten vom 3. Januar bis zum 24. April 2012 bzw. vom 6. November 2012 bis zum 23. April 2013. Seit dem 3. Dezember 2013 wurde die fünfte Staffel ausgestrahlt. Ab 24. Februar 2015 begann die Ausstrahlung der sechsten und ab 14. Juni 2016 der siebten Staffel. Seit dem 13. Dezember 2016 wurde die achte Staffel gezeigt.

## Geplante Spin-offs

### Supernatural: Bloodlines
Im Juli 2013 gab der ausführende Produzent Robert Singer bei der Comic-Con einen Backdoor-Pilot für ein mögliches Spin-off zur Serie bekannt. Das Drehbuch schrieb Andrew Dabb. Ende Januar 2014 wurde dem Projekt der Titel Supernatural: Tribes gegeben, der zwei Monate später in Supernatural: Bloodlines umbenannt wurde.
Anfang Februar 2014 wurden erste Details zum Protagonisten von Tribes bekannt gegeben, laut denen die Geschichte sich um einen afro-amerikanischen Jäger namens Ennis Roth drehen soll, der gegen Gestaltwandler- und Werwolffamilien in Chicago ankämpft. Ennis wurde in Bloodlines, der am 29. April 2014 ausgestrahlten 20. Folge der neunten Staffel, eingeführt. Im Mai 2014 erhielt das Projekt bei den jährlichen Upfronts jedoch keine Serienbestellung.

### Supernatural: Wayward Sisters
In der zehnten Folge der 13. Staffel wurde ein Backdoor-Pilot für ein Spinoff ausgestrahlt, welches sich um Sheriff Mills, verkörpert von Kim Rhodes, und ihre Schützlinge drehen sollte. Allerdings kam das Spin-off nicht zustande.

### The Winchesters
Im Februar 2022 wurde eine Pilotfolge zu The Winchesters geordert. In der Serie soll es um die Eltern von Dean und Samuel, Mary und John Winchester, gehen. Die beiden Hauptrollen wurden mit Meg Donnelly und Drake Rodger besetzt. 2023 wurde die erste Staffel veröffentlicht, jedoch bekommt die Serie keine weiteren Staffeln.

## Veröffentlichung

### DVD-Veröffentlichung
| Staffel | Vereinigte Staaten  | Großbritannien    | Deutschland        | Schweiz            |
| ------- | ------------------- | ----------------- | ------------------ | ------------------ |
| 01      | 05. September 2006  | 02. Oktober 2006  | 14. März 2008      | 14. März 2008      |
| 02      | 11. September 2007. | 29. Oktober 2007  | 14. November 2008  | 26. Dezember 2008  |
| 03      | 02. September 2008. | 25. August 2008   | 04. Dezember 2009  | 04. Dezember 2009  |
| 04      | 01. September 2009  | 02. November 2009 | 10. Dezember 2010  | 10. Dezember 2010  |
| 05      | 07. September 2010  | 18. Oktober 2010  | 09. März 2012      | 09. März 2012      |
| 06      | 13. September 2011  | 07. November 2011 | 20. September 2013 | 20. September 2013 |
| 07      | 18. September 2012  | 05. November 2012 | 06. Dezember 2013  | 06. Dezember 2013  |
| 08      | 10. September 2013  | 28. Oktober 2013  | 20. November 2014  | 20. November 2014  |
| 09      | 09. September 2014  | 08. Juni 2015     | 03. Dezember 2015  | 03. Dezember 2015  |
| 10      | 08. September 2015  | 21. März 2016     | 03. Dezember 2016  | 15. Dezember 2016  |
| 11      |                     |                   | 07. Dezember 2017  |                    |
| 12      |                     |                   | 06. Dezember 2018  |                    |
| 13      |                     |                   | 21. November 2019  |                    |
| 14      |                     |                   | 26. November 2020  |                    |

### Blu-ray-Veröffentlichung
| Staffel | Vereinigte Staaten | Großbritannien     | Deutschland        | Schweiz           |
| ------- | ------------------ | ------------------ | ------------------ | ----------------- |
| 01      | 15. Juni 2010      | 22. August 2011    | 25. Juni 2010      | 25. Juni 2010     |
| 02      | 14. Juni 2011      | 22. August 2011    | 25. Juni 2010      | 11. November 2010 |
| 03      | 11. November 2008  | 10. November 2008  | 07. Dezember 2017  |                   |
| 04      | 01. September 2009 | 02. November 2009  | 10. Dezember 2010  | 10. Dezember 2010 |
| 05      | 07. September 2010 | 18. Oktober 2010   | 09. März 2012      | 09. März 2012     |
| 06      | 13. September 2011 | 07. November 2011  | 20. September 2013 |                   |
| 07      | 18. September 2012 | 05. November 2012  | 06. Dezember 2013  |                   |
| 08      | 10. September 2013 | 28. Oktober 2013   | 20. November 2014  |                   |
| 09      | 09. September 2014 | 08. Juni 2015      | 03. Dezember 2015  | 03. Dezember 2015 |
| 10      | 08. September 2015 | 21. März 2016      | 15. Dezember 2016  | 15. Dezember 2016 |
| 11      | 06. September 2016 | 10. Oktober 2016   | 07. Dezember 2017  |                   |
| 12      | 05. September 2017 | 04. September 2017 | 06. Dezember 2018  |                   |
| 13      | 04. September 2018 | 01. Oktober 2018   | 21. November 2019  |                   |
| 14      |                    |                    | 26. November 2020  |                   |

## Auszeichnungen und Nominierungen
People’s Choice Award
Auszeichnungen:
- 2010: Favorite Sci-Fi/Fantasy Show
- 2012:[39]
  - Favorite Sci-Fi/Fantasy Show
  - Favorite Network TV Drama
- 2013:[40]
  - Favorite Sci-Fi/Fantasy TV Show
  - Favorite TV Fan Following
- 2014: Favorite TV Bromance – Sam, Dean und Castiel[41]
- 2015: Favorite Sci-Fi/Fantasy TV Actor – Misha Collins[42]
- 2016: Favorite Sci-Fi/Fantasy TV Actor – Jensen Ackles[43]
- 2017: Favorite Network Sci-fi/Fantasy TV Show[44]

Nominierungen (ohne Auszeichnung):
- 2009: Favorite Sci-Fi/Fantasy Show[45]
- 2011: Favorite Sci-Fi/Fantasy Show
- 2014:[46]
  - Favorite Sci-Fi/Fantasy TV Actor – Jared Padalecki
  - Favorite Sci-Fi/Fantasy TV Actor – Jensen Ackles
  - Favorite Sci-Fi/Fantasy TV Show
- 2015:[47]
  - Favorite Network Sci-Fi/Fantasy TV Show
  - Favorite Sci-Fi/Fantasy TV Actor – Jared Padalecki
  - Favorite Sci-Fi/Fantasy TV Actor – Jensen Ackles
  - Favorite TV Duo – Jared Padalecki & Jensen Ackles
- 2016:[48]
  - Favorite Network TV Sci-Fi/Fantasy Show
  - Favorite Sci-Fi/Fantasy TV Actor – Misha Collins
- 2017: Favorite Fantasy Sci-fi Actor – Jensen Ackles[49]

Scream Awards
Nominierungen:
- 2008: Bester Horror-Darsteller Jared Padalecki

Teen Choice Awards
Nominierungen:
- 2006: TV Choice Breakout Show
- 2006: TV Choice Breakout Star – Jensen Ackles
- 2007: TV Choice Actor: Drama – Jared Padalecki
- 2010: TV Choice Best Series
- 2016: TV Choice Actor: Drama – Jared Padalecki

Tubey Award
Nominierungen:
- 2009: Best Returning Show
- 2009: Most Overrated Show
- 2009: Most Underrated Show
- 2009: Best Cast
- 2009: Most Improved Show
- 2009: Favorite Actor – Jensen Ackles
- 2009: Favorite Actor – Jared Padalecki
- 2009: Favorite Actor – Misha Collins
- 2009: Best Performance By an Inanimate Object – Castiel’s trenchcoat/Metallica/Supernatural books
- 2009: Best Family Relationship – Sam, Dean and Bobby / Sam and Dean
- 2009: Best Non-Romantic Friendship – Dean and Bobby / Dean and Castiel
- 2009: Best Sidekick – Bobby Singer
- 2009: Best Badass – Dean / Sam
- 2009: Best Villain – Lilith / Zachariah
- 2009: Least Villainous Villain – Ruby
- 2009: Best On-Screen Death Scene – Ruby
- 2009: Best Season Finale – 4x22 Lucifer Rising
- 2009: Best Dream / Hallucination / Vision Sequence – Sam’s various hallucinations in „When the Levee Breaks“
- 2009: Best Fictional Location on a TV Show – Bobby’s panic room / Heaven’s green room
- 2009: Most Welcome New Character – Anna Milton / Castiel / Chuck the Prophet
- 2009: Best Smackdown (Non-reality Show) – Sam vs. Dean
- 2009: Best Guest Star – Rob Benedict

Amy Awards
Nominierungen:
- 2009: Hottest Actor – Jensen Ackles

Portal Award
Nominierungen:
- 2009: Best Series/Television
- 2009: Best Actor/Television – Jensen Ackles
- 2009: Best Episode/Television – The Monster at the End of this Book

## Supernatural: The Animation
Im Juni 2010 gab Warner Brothers die Produktion einer Anime-OVA-Serie zu Supernatural bekannt. Produziert wurde diese vom bekannten japanischen Animationsstudio Madhouse. Die 22 Episoden bieten sowohl neue Episoden mit eigener Handlung, als auch Nacherzählungen der ersten beiden Realserienstaffeln und eine Umsetzung von einer Comicvorlage.
Die Serie wurde 2011 in Japan auf DVD und Blu-ray veröffentlicht und 2012 in Deutschland. Eine deutsche Tonspur fehlt dabei allerdings. Neben Synchronfassungen auf Japanisch und Englisch enthält sie englische und deutsche Untertitel. Bei der englischen Synchronisation wurde Sam Winchester von Jared Padalecki gesprochen. Jensen Ackles übernahm seine Rolle als Dean jedoch nur in zwei Episoden, der ansonsten von Andrew Farrar synchronisiert wurde.

## Wiederkehrende und wichtige Elemente der Serie

### 1967er Chevrolet Impala

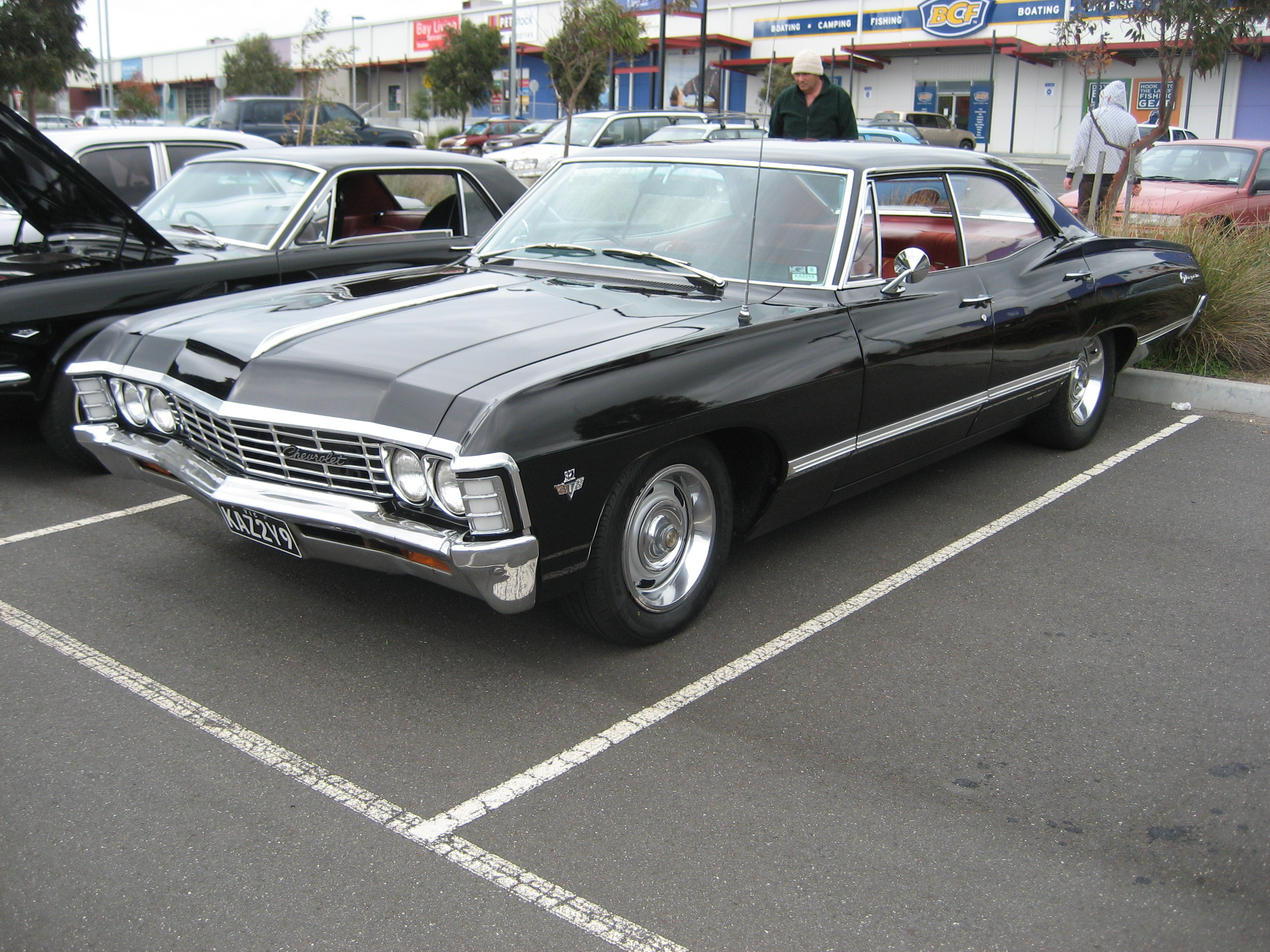
Ein 1967er Chevrolet Impala, wie er in der Serie von Dean und Sam gefahren wird

Den 1967er Chevrolet Impala bekam Dean von seinem Vater. Im Laufe der gesamten Serie ist das Auto immer Wegbegleiter der Brüder Winchester. Bis zur 20. Episode der zweiten Staffel war der Chevrolet im Sedgwick County in Kansas zugelassen. Später wechselte das Nummernschild dann von KAZ 2Y5 auf CNK 80Q3 (in Ohio zugelassen), da die Brüder auf der Flucht vor dem FBI waren. Im Kofferraum befindet sich ein verstecktes Waffenarsenal und ein kleiner Beutel mit Amuletten, die dem Träger Schutz vor der Besessenheit durch einen Dämonen bieten. Im Übergang von der ersten zur zweiten Staffel erleidet der Impala einen Totalschaden, aber Sam besteht darauf, den Wagen zu behalten, damit Dean ihn später reparieren könne.
In der Episode 4.03 Am Anfang war… erfährt man mehr über die Geschichte des Autos. Dean wird per Zeitreise zurück ins Jahr 1973 geschickt, wo er seine Eltern im jugendlichen Alter kennenlernt. Es stellt sich heraus, dass John eigentlich einen VW-Bus kaufen wollte, den Impala allerdings von Dean (der in der Zeit zurückgereist war) empfohlen bekam.
In der Episode 5.22 Schwanenlied erzählt der Prophet Chuck die Geschichte des 1967er Impalas. So erfährt man, dass der Impala vorher im Besitz von Sal Moriarty, einem Alkoholiker mit zwei Ex-Frauen und drei verstopften Arterien, war. Sal Moriarty fuhr an Wochenenden durch die Gegend und verteilte Bibeln an die Armen. Nach Sals Tod kam der Wagen in den Besitz von „Rainbow Motors“, ein Gebrauchtwagenhandel in Lawrence, Kansas. Dort wurde er spontan vom jungen Marinesoldaten John Winchester gekauft, nachdem ihm der in der Zeit zurückgereiste Dean dazu geraten hatte. Der Wagen ist besonders, da Sam und sein Bruder Dean verschiedene Dinge daran verändert haben, so zum Beispiel den Plastiksoldaten, den Sam in den Aschenbecher gestopft hat, die Legosteine, die Dean in den Entlüfter gesteckt hat oder die eingeritzten Initialen beider Brüder auf dem Armaturenbrett, keines dieser Dinge wurde jemals entfernt. Selbst nachdem Dean den Wagen hatte reparieren müssen, behielt er diese besonderen Dinge bei. In der siebten Staffel werden die Winchesters von Leviathanen „kopiert“ um sie so aus dem Weg zu räumen. Infolgedessen müssen sie untertauchen und auch den Impala abstellen. Zum Finale der 7. Staffel wird der Wagen von Meg, zur Ablenkung der Leviathane, gefahren.

### Der Colt
Der Colt wurde 1835 von Samuel Colt für einen Jäger hergestellt. Der Legende zufolge kann diese Waffe alles töten, also auch Dämonen, die normalerweise immun gegen alle Waffen sind. 6 der 13 Kugeln wurden schon abgeschossen, bevor John Winchester den Colt in seine Hände bekommt.
John jedoch tauscht sein Leben und den Colt in der ersten Folge der zweiten Staffel gegen Deans Leben, der bei einem Autounfall beinahe stirbt. Der Colt dient auch als Schlüssel zum Höllentor in der Folge 2.22 Der Sturm bricht los (2). Mit der letzten Kugel des Colts wird im Staffelfinale der zweiten Staffel der gelbäugige Dämon getötet.
In der Folge 3.04 Sin City wird der Colt von Bobby dank der Mithilfe von Ruby wieder repariert und funktionstüchtig gemacht. Jedoch wird er schon wieder nach kurzer Zeit in der Folge „Dream a Little Dream of me“ von der Diebin Bela Talbot gestohlen und wie es scheint an Lilith weitergegeben, um den Pakt mit ihr zu brechen, den sie zehn Jahre zuvor gemacht hatte, um ihre Eltern zu töten. Tatsächlich hat Bela den Colt jedoch an Lilith’ rechte Hand, den Dämonen Crowley, gegeben. Sam und Dean erlangen den Colt zurück und erschießen mit ihm Luzifer. Dieser übersteht den Angriff jedoch unbeschadet und
lässt erkennen, dass er einer der fünf Dinge ist, die der Colt nicht töten kann.
In der Folge 6.18 Sie leben mit dem Tod benutzen Sam und Dean, die dank Castiels Hilfe in der Zeit zurück in den Wilden Westen gereist sind, den Colt, um einen Phönix zu töten. Zudem erfährt man, dass zwei der 13 Kugeln von Samuel Colt benutzt wurden, um Dämonen zu töten, die ihn vom Bau des Pentagramms um das Höllentor abhalten wollten.
In der Staffel 12 taucht der Colt erneut auf. Er war im Besitz des Prinzen der Hölle Ramiel. Die Mutter der Winchester Brüder hatte ihn für die britischen Männern der Schriften mithilfe ihrer Söhne, aber ohne deren Wissen von Ramiel gestohlen. In Folge 12.19 The Future wird der Colt vom Dämon Dagon zerstört.

### Deponie
Der Autofriedhof (Singer Salvage Yard) ist im Besitz von Bobby Singer, einem alten Freund von John Winchester. In mehreren Situationen gewährte dieser Ort den Brüdern bereits Schutz. Bobby hat sich im Keller seines Hauses auf der Deponie einen Panikraum eingerichtet, mit salzbeschichteten Wänden aus reinem Eisen, in welchen weder Geister noch Dämonen eindringen können. Auf diese Deponie brachte Bobby zu Beginn der zweiten Staffel auch den Impala, um den Kofferraum auszuschlachten, bevor irgendjemand das Waffenarsenal entdecken konnte. Anfang der 7. Staffel brennt das Haus jedoch ab, als es von Leviathanen angezündet wird.

### Roadhouse
Das Roadhouse taucht erstmals in der Folge 2.02 Alle lieben Clowns auf. Es ist ein beliebter Treffpunkt für Jäger und wird von Ellen Harvelle betrieben. Das Roadhouse wird in der Folge 2.22 Der Sturm bricht los (2) zerstört von Dean und Bobby aufgefunden, nachdem es von den Anhängern des Gelbäugigen Dämonen abgebrannt wurde. Ash, der Dean bei der Suche nach Sam helfen wollte, stirbt dort. Ellen jedoch überlebt diesen Angriff, da sie sich zu dieser Zeit nicht im Roadhouse befindet, sondern in der Stadt um einzukaufen.
Eric Kripke, der Autor von Supernatural, hasste das Roadhouse, weshalb er es am Ende der zweiten Staffel zerstörte und Ash, den Mitbesitzer der Bar tötete. „Es passte einfach nicht in eine Serie, deren Geschichten auf der Straße stattfinden.“

### Ärger mit dem Gesetz
Da Sam und Dean außer ihrer Jagd keiner Arbeit nachgehen, versuchen sie sich mit Kreditkartenbetrügereien und Pokerspiel über Wasser zu halten (ein Fakt der zwar oft erwähnt, jedoch nur einmal gezeigt wird). Die Hauptfiguren verwenden gefälschte Ausweise von Polizei und anderen Einsatzkräften wie etwa dem FBI oder den US Marshals. Des Weiteren führen ihre Nachforschungen sie öfter in Schwierigkeiten mit dem Gesetz, zum Beispiel wenn sie Gräber ausheben oder in andere Häuser einbrechen. Da sie polizeilich auch wegen Mordes und später auch wegen eines Bankraubes gesucht werden, benutzen sie, um unerkannt zu bleiben, Decknamen und Pseudonyme, bevorzugt Namen von Hard-Rock-Musikern.

### Rubys Messer
Ruby besitzt ein verzaubertes Messer, mit dem es möglich ist, Dämonen zu verwunden. Dabei stirbt die besessene Person in den meisten Fällen mit dem Dämon. Es wird in der dritten und vierten Staffel oft benutzt, um die Dämonen zu töten. Anders als der Colt, von dem anfangs behauptet wird, dass er alles töten kann, hat das Messer in dieser Hinsicht maßgebliche Einschränkungen. Mächtige Dämonen und Engel sind gegen das Messer resistent und können dadurch nicht oder nur sehr gering verwundet werden. Im Finale der 4. Staffel wird Ruby von Dean (mit Hilfe von Sam) mit ihrem eigenen Messer erstochen.

### 66 Siegel
Um Luzifer festzuhalten, gibt es etwa 600 mystische Siegel, von denen nur 66 gebrochen werden müssen, um ihn zu befreien. Das erste Siegel bricht, wenn ein „rechtschaffener Mann“ in der Hölle Blut vergießt. Nachdem Dean in die Hölle musste, um seinen Pakt zu erfüllen, mit dem er Sam wiederbelebt hat, wird er solange gefoltert, bis er das Angebot des Dämons Alastair annimmt und selbst Seelen foltert. Mit dieser Entscheidung bricht er das erste dieser Siegel und ermöglicht es Lilith, weitere Siegel zu brechen. Bis zur Folge 4.12 Illusionen sind es schon 34 Siegel, die von den Dämonen gebrochen wurden. Das letzte Siegel wird dann gebrochen, wenn „Der Erste Dämon“ in einer Kirche getötet wird. Das ist schließlich Lilith, die durch Sams Hand stirbt und somit Luzifers Auferstehung bewirkt. Was bis zu diesem Zeitpunkt keiner wusste: Lilith war die älteste Dämonin, die Luzifer diente, und rechnete mit ihrem Tod für sein Freikommen aus der Hölle.

### Die Ringe der vier apokalyptischen Reiter
Sam und Dean erlangen im Laufe der 5. Staffel die vier Ringe der apokalyptischen Reiter Krieg, Hunger, Pest und Tod mit deren Hilfe sich der Käfig Luzifers öffnen lässt. Den Reitern Krieg, Hunger und Pest entreißen sie deren Ringe; Tod jedoch steht gegen seinen Willen unter der Kontrolle Luzifers. So gibt er Dean seinen Ring freiwillig, unter der einen Bedingung, dass Dean alles dafür tun wird, um Luzifer in den Käfig zu sperren, selbst wenn der dafür Sam opfern müsse.
In der Folge Schwanenlied liefern sich Dean und Sam, der zu Luzifer sein „Ja“ gegeben hat, einen Kampf. Sam schafft es durch die Flut an Erinnerungen über die gemeinsame Vergangenheit mit Dean, die Macht zurückzuerlangen und sich mit Luzifer und dem Erzengel Michael, welcher in Adam Milligans Körper steckt, in den Käfig zu stürzen.

### Transmediale Serienerzählung
Laut Eric Kripke wurde Wert darauf gelegt, für einzelne, in der Serie auftauchende Elemente transmediale Erzählstrukturen zu erstellen. Ein Beispiel ist die Handynummer von Dean Winchester, die in der Serie mehrmals sichtbar ist. Zuschauer konnten diese anwählen und dann von Ackles gesprochene Nachrichten hören. Weitere Beispiele sind die Internetseiten der Ghostfacers, Deans Lieblingspornoseite, sowie die Erwähnung der Schweinegrippe in Verbindung mit dem Croatoan-Virus. Anders als die Romane zur Serie zählt Kripke dabei auch die Supernatural-Comics zum Kanon.

### Wort Gottes
Während Gott seine Schöpfung formte, beauftragte er Metatron damit, das Wort Gottes auf Steintafeln aufzuschreiben. Die genaue Anzahl ist unbekannt, da alle in Gruften tief unter der Erde versteckt wurden. Jede Tafel enthält andere Informationen zu einer bestimmten Schöpfung Gottes. Die Sprache auf den Tafeln ist so alt, dass sie nur von Propheten gelesen werden kann. Im Laufe der Serie wurden drei Tafeln gefunden, die Leviathantafel, die Dämonentafel und die Engelstafel. Die Leviathantafel enthält Informationen über die unzerstörbaren Leviathane und wie sie zu vernichten sind. Dick Roman ließ sie in Iran ausgraben. Die Dämonentafel, von Crowley besorgt, kann Dämonen sehr große Macht verleihen, allerdings steht auch darauf, wie sich die Tore der Hölle für immer schließen und öffnen lassen. Ähnlich der Dämonentafel kann durch die Engelstafel ein Engel große Macht erhalten und enthält die Information, wie man Engel im Himmel einschließen oder verbannen kann. Castiel zerstörte in der 9. Staffel die Engelstafel, damit Metatron ihre Macht nicht benutzen kann.

### Männer der Schriften
Für Jahrhunderte bewachten die Männer der Schriften jegliche übernatürliche Aktivität auf der Erde. Sie waren eine Geheimgesellschaft, die es sich zur Aufgabe machte, Wissen und Artefakte zu sammeln und aufzubewahren. Gelegentlich arbeiteten sie mit Elitejägern zusammen, um besonders gefährliche übernatürliche Bedrohungen auszuschalten. Der Geheimbund fand sein Ende, als Henry Winchester, der einzige Überlebende seines Initiationsritus wurde, der von Abaddon attackiert wurde. Durch einen Zauber konnte er ins Jahr 2013 zu Sam und Dean entkommen. Obwohl er von Abaddon umgebracht wurde, konnte er seinen Enkeln noch Informationen über die Männer der Schriften weitergeben. Damit konnten sie den geheimen Bunker entdecken und er wurde ihr Zuhause. Trotz all dem konnten die Männer der Schriften in Großbritannien weiterbestehen und kommen nach Amerika, um die lokalen Jäger unter Kontrolle zu bekommen. Die Winchesters können zusammen mit einer Gruppe Jägern die Briten schlagen, nachdem diese zu brutal gegenüber den Jägern und einigen Verbündeten wurden.

### Kainsmal und Erste Klinge
Nachdem Gott und die Erzengel die Dunkelheit zurückschlagen konnten, erschuf Gott ein Siegel um die Dunkelheit wegzusperren und übergab dies Luzifer. Der Einfluss der Dunkelheit war so stark, dass Luzifer der erste Engel wurde der fiel, weil er die Menschen nicht würdigte. Luzifer bot das Siegel Kain an, der bewaffnet mit einer Klinge aus einem Eselsschädel seinen Bruder, Abel, damit umbrachte. Das Siegel bekam den Namen Kainsmal und die Waffe wurde die Erste Klinge. Jeder der das Kainsmal trägt, wird von der Dunkelheit verdorben. Durch das Mal bekommt auch die Erste Klinge ihre Macht und kann alles töten, sogar Engel und höhere Dämonen. Kain hat die Waffe selbst versteckt, holte sie jedoch wieder hervor und überreichte sie Dean samt dem Kainsmal, damit er Abbadon umbringen kann. Wenn der Träger des Mals stirbt, kommt er als Dämon zurück, wie Dean am Ende der neunten Staffel. Dean wird durch das Mal verdorben und nur ein aufwendiges Ritual oder die Übergabe an jemand anderes kann den Träger davon befreien. Sam gelingt es das Mal zu entfernen, setzt damit aber die Dunkelheit, Amara, frei. Die Winchesters und Castiel müssen mit Crowley zusammenarbeiten und Luzifer aus seinen Käfig befreien, um die Dunkelheit aufzuhalten. Gestoppt wird sie durch die Wiedervereinigung mit ihrem Bruder Gott, Chuck.

## Bücher zur Serie

### Romane
- Supernatural: Sie sind unter uns. von Keith R. A. DeCandido, Egmont Vgs, 2007, ISBN 3-8025-3626-6
- Supernatural: Die Dämonenjäger. (Zusammenfassung der Folgen 1 – 4) von Jake Wesson, Egmont Vgs, 2007, ISBN 3-8025-3625-8
- Supernatural: Die Rückkehr der Toten. von Jeff Mariotte, Egmont Vgs, 2008, ISBN 3-8025-3646-0
- Supernatural: Bone Key. (Englisch) von Keith R. A. DeCandido, Harper Entertainment, 2008, ISBN 0-06-143503-1
- Supernatural: Das Herz des Drachen. von Keith R. A. DeCandido, Panini, 2011, ISBN 978-3-8332-2251-1
- Supernatural: Die Judasschlinge. von Joe Schreiber, Panini, 2011, ISBN 978-3-8332-2252-8
- Supernatural: Frischfleisch. von Alice Henderson, Panini, 2016, ISBN 978-3-8332-3268-8
- Supernatural: In Fleisch gemeißelt. von Tim Waggoner, Panini, 2017, ISBN 978-3-8332-3448-4

### Comics
- Supernatural: Der verlorene Sohn. von Eric Kripke, Panini, 2010, ISBN 978-3-86607-988-5
- Supernatural: Origins. von Peter Johnson und Matthew Don Smith, 2010, ISBN 978-3-86201-004-2
- Supernatural: Der Anfang vom Ende. von Andrew Dabb, Matthew Don Smith, Diego Olmos und Daniel Loflin, Panini, 2011, ISBN 978-3-86201-078-3
- Supernatural: Caledonia. von Brian Wood und Grant Bond, Panini, 2012, ISBN 978-3-86201-422-4

## Conventions

### Purgatory (Düsseldorf, Deutschland)
Die Purgatory Convention (englisch für 'Fegefeuer') ist eine jährlich seit 2015 stattfindende inoffizielle Supernatural Convention, auf der auch immer Gäste aus der Serie auftreten. An einem Wochenende gibt es Panels, Autogrammstunden und Fotoshootings mit den Stargästen, aber auch eine Karaoke Party, Workshops und ein Kostümwettbewerb finden statt.
Gäste der vergangenen Jahre waren: Jensen Ackles, Jared Padalecki, Genevieve Padalecki, Misha Collins, Mark Pellegrino, Osric Chau, Kim Rhodes, Mark Sheppard, Tim Omundson, Richard Speight Jr., Rob Benedict, Matt Cohen, Ruth Connell, Briana Buckmaster, Gil McKinney, Sebastian Rochè, Felicia Day, Ty Olsson, DJ Qualls, Julian Richings, Alaina Huffman

### Jus In Bello (Rom, Italien)
Die Jus In Bello Convention findet jährlich seit 2010 in Rom statt. Sie wird von einer Non-Profit-Organisation, bestehend aus verschiedenen Fachmännern aus verschiedenen Gebieten, für die Fans der Serie organisiert. Die Organisation erfolgt pro bono und die gesamten finanziellen Mittel stammen aus dem Verkauf der Eintrittspässe sowie Foto- und Autogramtickets, somit hängt diese Convention von der Unterstützung seitens der Fans ab. Der Name spielt auf die 12. Episode der 3. Staffel "Jus In Bello" an.
Gäste der vergangenen Jahre waren: Jensen Ackles, Jared Padalecki, Misha Collins, Rob Benedicts, Richard Speight Jr., Jason Manns, Briana Buckmaster, Alexander Calvert, Adam Fergus, Matt Cohen, Gil McKinne, David Haydn-Jones, Timothy Omundson, Tahmoh Penikett, Osric Chau, Felicia Day, Jim Beaver, Sebastian Rochè, Ty Olsen

### Cross Roads (Birmingham, UK)
Die Cross Roads Convention findet jährlich seit 2018 im Hilton Metropole Hotel in Birmingham statt. Während des dreitägigen Events werden Gespräche mit den Gaststars, Foto sowie Autogrammmöglichkeiten, verschiedene Wettbewerbe und Partys veranstaltet.
Gäste der vergangenen Jahre: Misha Collins, Mark Sheppard, Rob Benedict, Richard Speight Jr., Jim Beaver, Rachel Miner, Ty Olssen, DJ Qualls, Ruth Connell, Katherine Ramdeen, Lisa Berry, Julien Richings

### Darklight Con (Paris, Frankreich)
Seit 2017 findet jährlich in Paris die Darklight Convention statt. Bei der Convention besteht die Möglichkeit auf gemeinsame Fotos mit den Gaststars, sowie Autogramme sich zu holen, aber auch an einem Meet-and-Greet teilzunehmen.
Gäste der vergangenen Jahre: Rob Benedict, Mark Pellegrino, Matt Cohen, Mark Sheppard, Richard Speight Jr., Ruth Connell, Jim Beaver, Osric Chau, Briana Buckmaster, Sebastian Rochè, Felicia Day, Alexander Calvert, Kim Rhodes

## Sekundärliteratur
- Supernatural: Die Welt von Sam und Dean Winchester. von Nicholas Knight und Eric Kripke, Panini, 2015, ISBN 978-3-8332-2871-1
- Lynn Zubernis, Katherine Larsen (Hrsg.): Supernatural (= Fan Phenomena). Intellect, Bristol 2014, ISBN 978-1-78320-203-4 (englisch).
- The Mythology of Supernatural: The Signs and Symbols Behind the Popular TV Show. (Englisch) von Nathan Robert Brown, Berkley, 2011, ISBN 978-0-425-24137-0
- TV Goes to Hell: An Unofficial Road Map of Supernatural. (Englisch) von Stacey Abbott und David Lavery, ECW Press, 2011, ISBN 978-1-77041-020-6
- Supernatural and Philosophy: Metaphysics and Monsters… for Idjits. (Englisch) von Galen A. Foresman und William Irwin, John Wiley & Sons, 2013, ISBN 978-1-118-61595-9
- Supernatural: Bobby Singer’s Guide to Hunting. (Englisch) von David Reed, It Books, 2011, ISBN 978-0-06-210337-6
- Supernatural: John Winchester’s Journal. (Englisch) von Alex Irvine, It Books, 2011, ISBN 978-0-06-207319-8
- The Supernatural Book of Monsters, Spirits, Demons, and Ghouls. (Englisch) von Alex Irvine, It Books, 2007, ISBN 978-0-06-136703-8